# Burg-Herzberg-Festival

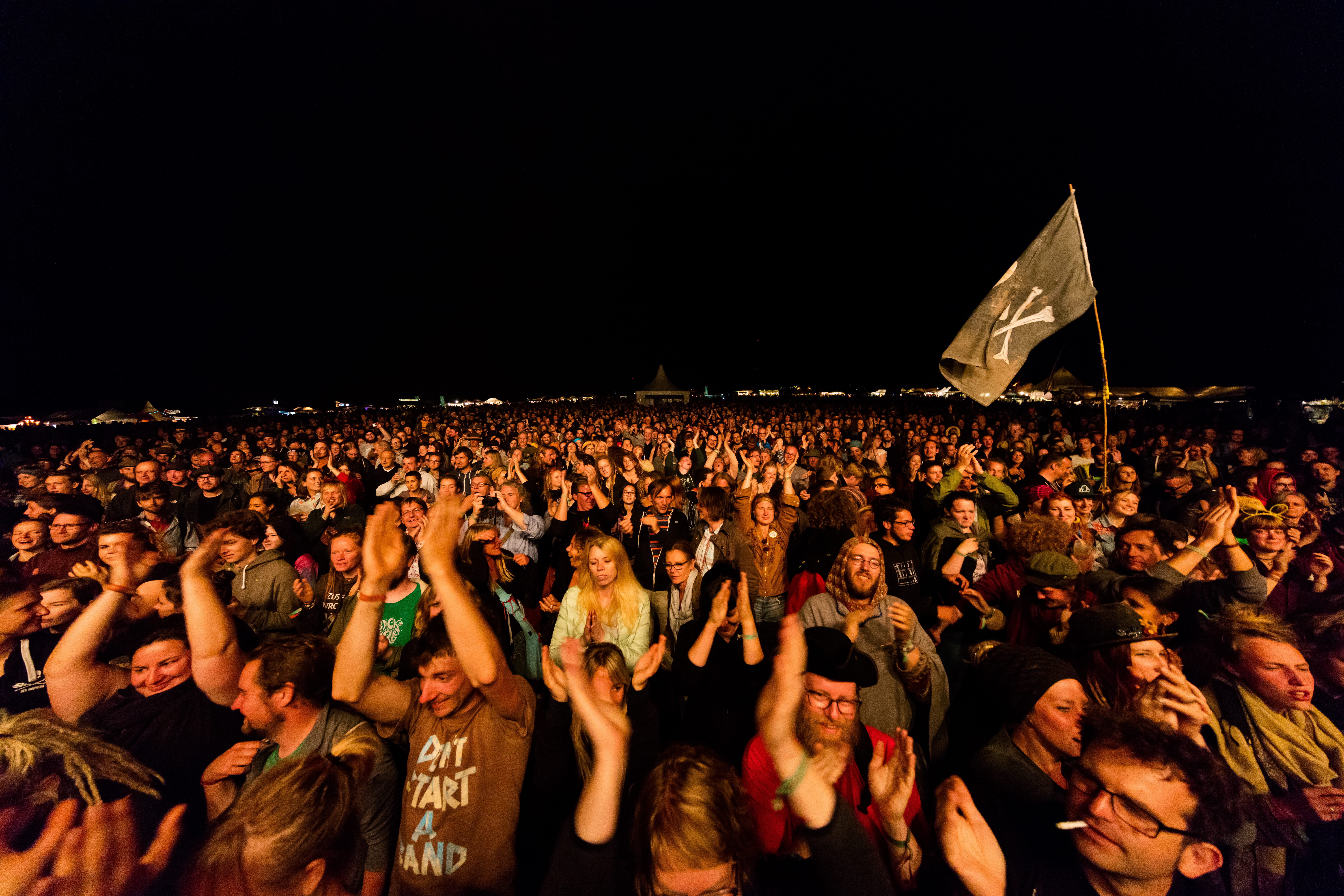
Burg-Herzberg-Festival, 28. Juli 2017

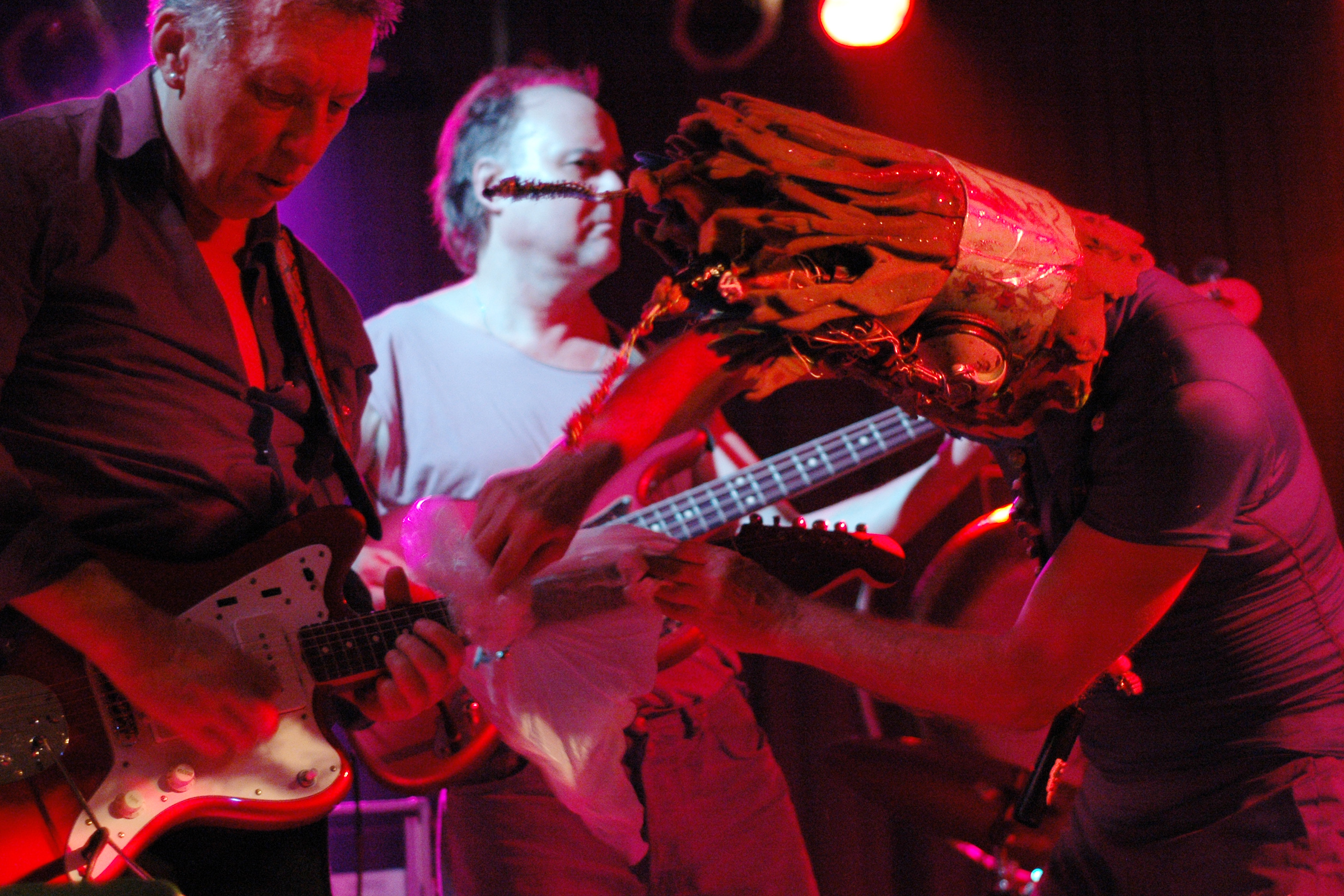
Von Anfang an mit dabei: die Krautrock-Band Guru Guru

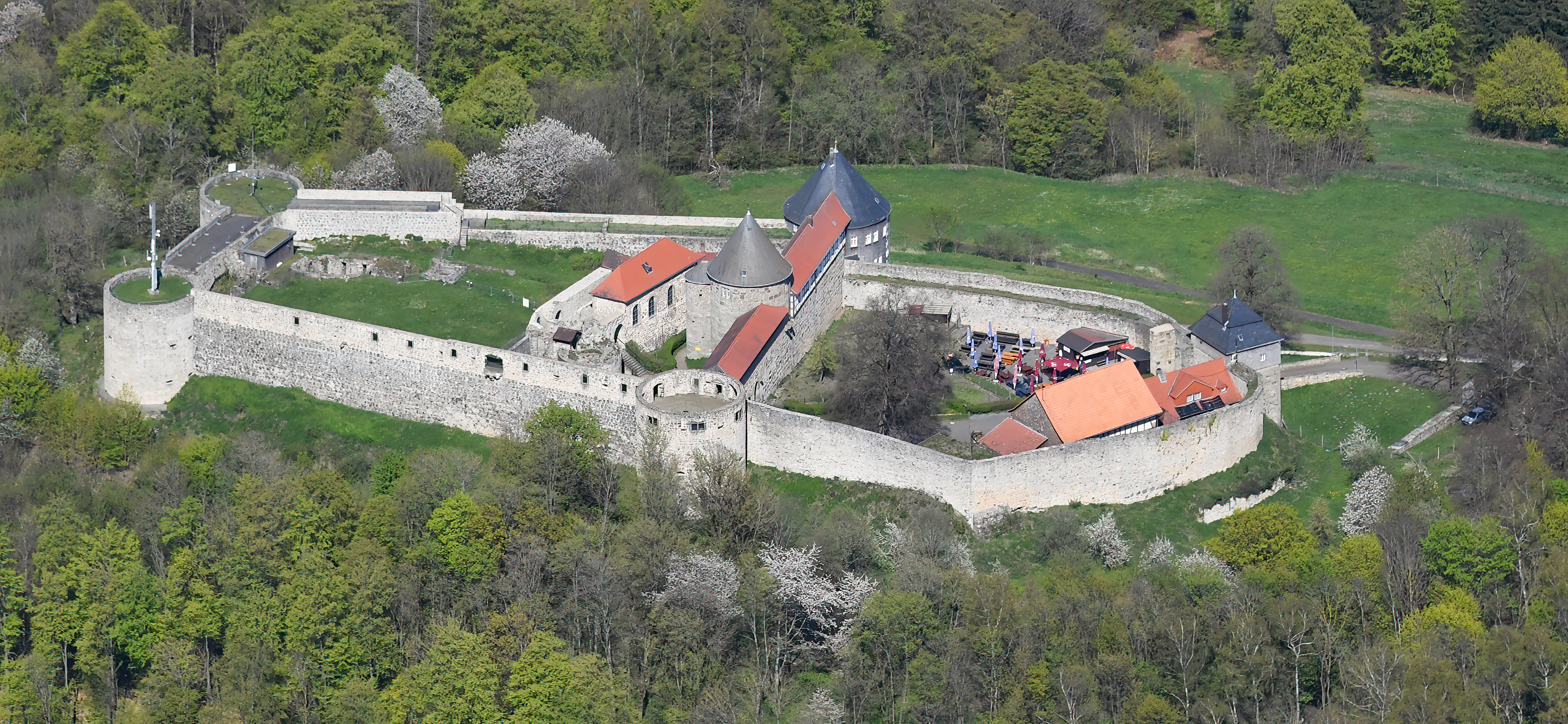
Bis in die 1990er-Jahre Veranstaltungsort: die namensgebende Burg Herzberg in Breitenbach

Das Burg-Herzberg-Festival ist ein Musik- und Literaturfestival der Hippie-Kultur im nahe dem osthessischen Alsfeld gelegenen Ort Breitenbach. Mit jährlich über 10.000, in einzelnen Jahren bis zu 20.000 Besuchern ist es sowohl das größte als auch das älteste Freiluft-Hippie-Festival Europas. Begründet 1968 als Nachwuchs-Festival für deutsche Beat- und Rockbands, findet es – nach einer längeren Pause – seit 1991 in kontinuierlicher Form statt.
Das Musikspektrum ist einerseits deutlich auf 1970er-Jahre-Rock, Kraut- sowie Progressive Rock fokussiert. Andererseits hat es sich im Lauf der Jahre deutlich ausgeweitet auf neuere Rockmusik-Genres, das Singer-Songwriter-Spektrum, Indie-Rock, Rap, World Music und Goa-Trance sowie verwandte Richtungen aus der elektronischen Musik. Veranstaltungsort ist der Breitenbacher Ortsteil Gehau. Das Musikfestival im engeren Sinn wird flankiert von Camping-Möglichkeiten und weiteren infrastrukturellen Angeboten. Das Festival, das bis in die 1990er hinein noch auf dem überschaubaren Gelände der Breitenbacher Burg Herzberg ausgerichtet wurde, findet traditionell Ende Juli oder Anfang August statt – jeweils von Donnerstag bis Sonntag.

## Geschichte

### 1968 ff.: Start als deutsches Beat- und Rockmusik-Festival

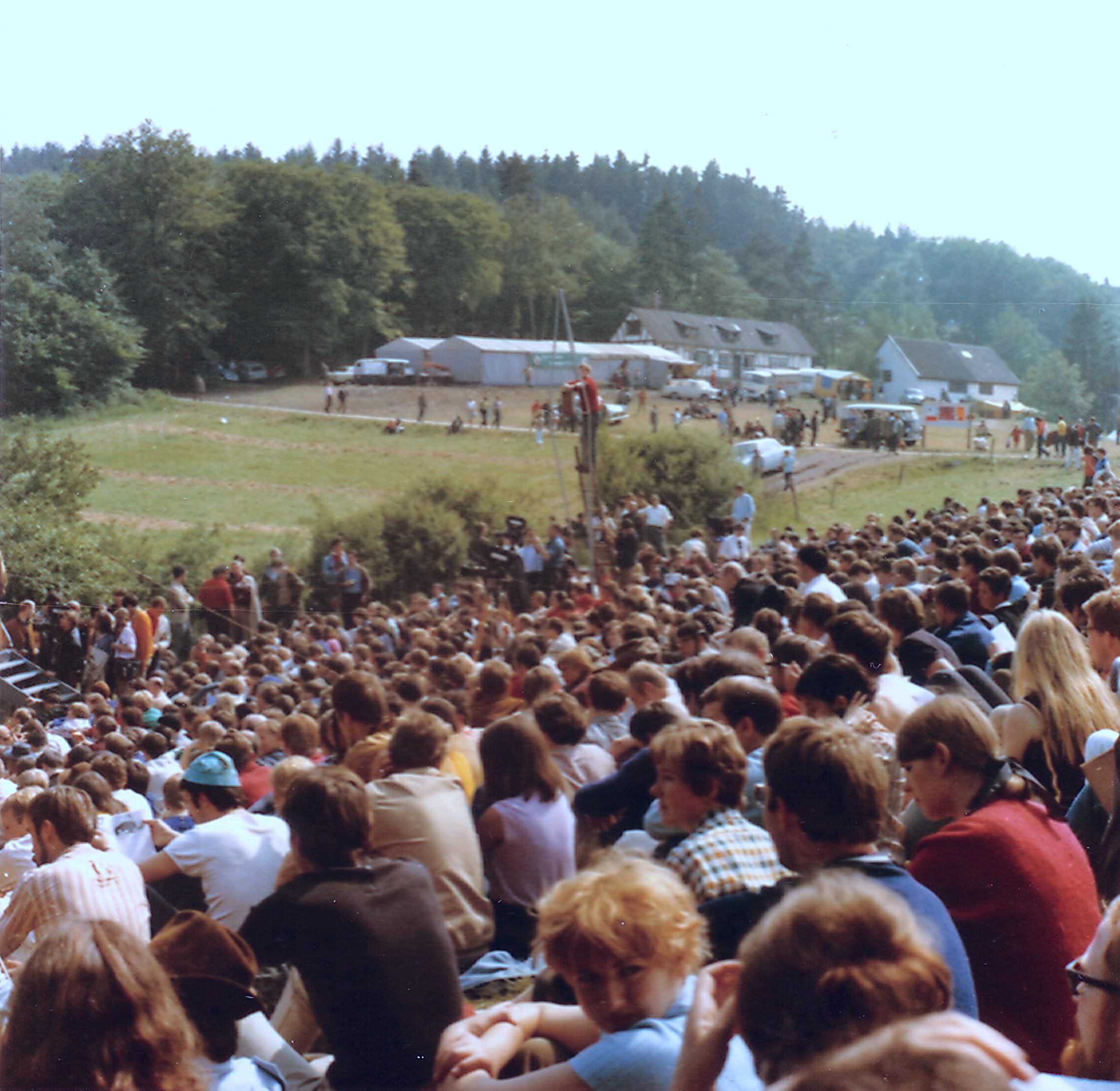
Seit 1964 am Start, aber mit anderer Zielgruppe: das Burg-Waldeck-Festival (1968)

Ursprünglich wurde das Burg-Herzberg-Festival mit der Absicht begründet, ein zentrales Festival für deutsche Pop- und Avantgarde-Musik auf die Beine zu stellen. Die Initiative ging von der aus dem hessischen Ort Schrecksbach stammenden und bereits seit 1964 aktiven Rockband The Petards aus. Als Bestandteil der sich in Deutschland formierenden Beat- und Rockband-Szene hatten die Petards bereits 1965 Erfahrungen gesammelt mit den Hürden, welche diese Art Veranstaltungen zu überwinden hatte: Wegen „Ruhestörung“ anlässlich eines Konzerts in dem Ort Oberaula hatte das Amtsgericht Treysa jeden der beteiligten Musiker zu einem Bußgeld von 50 DM verurteilt.
Ungeachtet der Vorbehalte in einer ländlich-konservativ geprägten Region richtete die Band seit 1966 regelmäßig stattfindende Beat- und Rockmusik-Events aus. Das spektakulärste davon war die „Wald-Beat-Show“ im Herbst 1966 – ein von rund 1500 Besuchern frequentiertes Konzert am Rand des Gemeindewalds von Schrecksbach. Das Umfeld, das diese Art Aktivität ermöglichte, charakterisierte einer der beteiligten Bandmitglieder rückblickend als „weiblich betreute Musikerkommune“: die Mutter zweier Bandmitglieder kochte und wusch darüber hinaus die Wäsche. Hintergrund der Absicht, ein zentrales Festival für deutsche Beat- und Rockmusik auf die Beine zu stellen, war der Umstand, dass die größeren Festivals zu jener Zeit – das seit 1964 stattfindende Burg-Waldeck-Festival sowie die ab 1968 ausgerichteten Essener Songtage – sowohl andere Musikrichtungen als auch andere Zielgruppen im Fokus hatten.
Veranstaltungs-Örtlichkeit der ersten Burg-Herzberg-Festivals war die oberhalb von Breitenbach gelegene Burg Herzberg; die Bühne befand sich direkt an der Burgmauer. Frequentiert wurde das Festival hauptsächlich von Beat- und Rockmusik-Fans aus der Region. Hippies waren in der ersten Zeit weniger mit von der Partie. Die Moderation des ersten – von der Dauer her wie auch die Folgeveranstaltungen auf einen Tag angesetzten – Festivals übernahm der lokal bekannte Entertainer Alfred Trechsel alias Axel Traxel. Auftretende Bands auf dem ersten Herzberg-Festival waren die Petards, die Merchants, Misfits und die Blue Moons.
Neben der regionalen und überregionalen Beatmusik-Szene bestimmten bekannte Exponenten des Krautrock das Line-Up der Folgefestivals. Mit von der Partie waren unter anderem Guru Guru, Embryo, Can, Amon Düül II sowie Tangerine Dream. Dem Petards-Mitglied Arno Dittrich zufolge beliefen sich die Teilnehmerzahlen der ersten Festivals auf 1000 bis 3000 Besucher. Das Timing der Anschlussfestivals erwies sich wettertechnisch allerdings als nicht so glücklich. Die – rückblickend als „Lost Festival“ charakterisierte – Veranstaltung 1969 musste wegen Regen in die Stadthalle Alsfeld verlegt werden. Das – wieder Open Air stattfindende – Festival 1970 wurde von der Presse zwar als „gelungen“ gelobt. Wetterbedingt hatte es allerdings spürbare Publikumseinbußen zu verkraften sowie einen finanziellen Verlust von 7000 DM.
Das – posthum mit der Bezeichnung „Bonsai-Woodstock“ belegte – Festival im Folgejahr brachte den Veranstaltern zufolge erstmals eine positive finanzielle Bilanz. Deutlicher als bislang spürbar waren allerdings auch veränderte Erwartungshaltungen – vor allem von Seiten links engagierter Künstler sowie ihrem Anhang. Bereits 1970 hatte die Politrockgruppe Checkpoint Charlie das Publikum aufgefordert, die vorhandene Wut gegen das System als deren Ursache zu richten. 1971 monierten Linke erneut den fehlenden umstürzlerischen Eifer auf der Veranstaltung.
1971 war das letzte Festival-Jahr unter der Ägide der Ur-Veranstalter. Im Frühjahr 1972 gaben die Petards bekannt, dass sie für die weitere Ausrichtung des Festivals nicht mehr zur Verfügung stehen. Ein Grund für die Nicht-mehr-Weiterführung war der Umstand, dass die Veranstalter aus dem Kreis der Petards die Festival-Organisation nicht mehr mit ihrer eigenen musikalischen Karriere in Einklang bringen konnten. Der Autor Frank Schäfer führte in seiner Buch-Chronologie über das Herzberg-Festival zusätzlich auch finanzielle Gründe auf. So hätte die maximale Gewinnmöglichkeit von 5000 DM nach Ansicht der Band in keinem Verhältnis gestanden zu dem fünfmal höheren Vorleistungsrisiko sowie den drei Monaten Vorarbeit, die bei der Größenordnung ebenfalls mit einzukalkulieren seien.

### 1991 bis 2002: Das Burg-Herzberg-Festival unter der Ägide von Karl-Heinz Becker

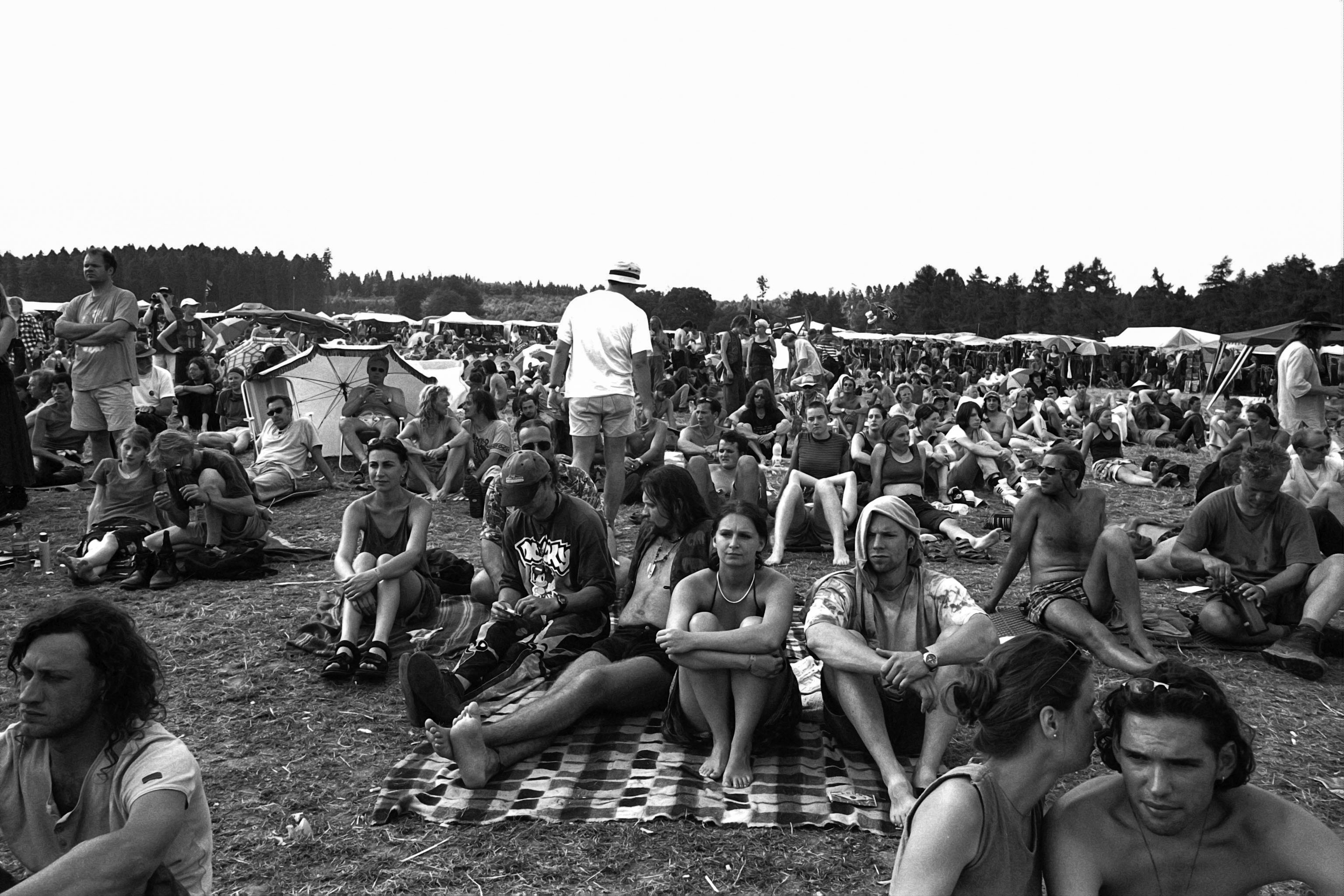
Publikum auf der Wiese vor der Hauptbühne (2001)

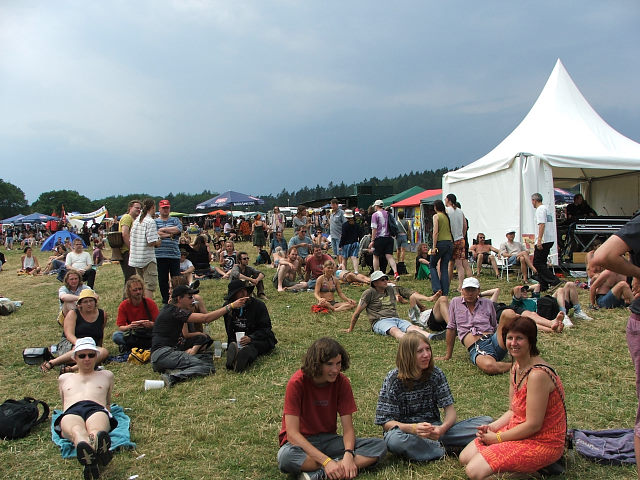
Festival 2005

1991 ließ eine Gruppe von Musikfreunden um den Fuldaer Alternativszene-Aktivisten Karl-Heinz „Kalle“ Becker das Festival wieder aufleben. Die Besucheranzahl der ersten Neuauflage belief sich lediglich auf einige hundert. Erstmals fand das Festival außerhalb der Burg statt. Die Veranstaltungsgruppe um Becker und Ralf Behr bestand teils aus Leuten aus dem Umfeld von Beckers Plattenladen „Marleen“, teils aus solchen aus der Fuldaer Alternativkneipe „Gasthaus zum Eck“. Ein Mitgrund für die Neuetablierung des Herzberg-Festivals war die Promotion für Beckers Plattenlabel Think Progressive – respektive die Möglichkeit, Auftrittsmöglichkeiten zu schaffen für Musiker, deren Alben Becker produzierte.
Als Hippie-Festival war auch die Neuauflage des Burg-Herzberg-Festivals nicht konzipiert. Laut Buchautor Schäfer sei es vielmehr so gewesen, dass sich das entsprechende Publikum aufgrund der Vorgeschichte eingefunden habe. Mit der Neuetablierung war eine veränderte Ausrichtung in Anspruch und Programmatik verbunden. Um sich deutlicher von rein kommerziell orientierten Rockmusik-Festivals abzugrenzen, lautete das Motto der Neuauflage: „Der Besucher in seiner unermesslichen Schönheit soll hier im Mittelpunkt stehen“.
Dem veränderten Selbstverständnis trug auch das auf internationale Rockmusik-Größen ausgeweitete Line-Up Rechnung. Das musikalische Spektrum blieb weiterhin auf die Richtungen 1970er-Jahre-Rock und Krautrock fokussiert. Auftretende Künstler in den 1990er-Jahren waren unter anderem Guru Guru, Embryo, Amon Düül II, Birth Control, die Groundhogs, Kevin Coyne, Louisiana Red, Wolf Maahn, Humble Pie, Chicken Shack, John Mayall, Caravan und Eric Burdon.
Die ersten beiden Neuauflagen – 1991 und 1992 – waren in finanzieller Hinsicht Zuschussgeschäfte. Danach ging es bergauf – wobei Herzberg-Buchautor Schäfer die von Becker kolportierten Besucherzahlen für 1995 und 1997 (12.000 und 30.000) allerdings als deutlich überhöht charakterisierte. Ungeachtet dessen sprengte das Festival zwischenzeitlich die Aufnahmekapazitäten der unmittelbaren Burgumgebung. Zum neuen – bis heute beibehaltenen – Veranstaltungsort avancierte ab 1997 ein weiträumiges Wiesengelände im Tal auf dem Gelände der Pferdekoppel Hof Hühnstadt.
Unter der Ägide von Kalle Becker bekam das Burg-Herzberg-Festival einen politischeren Touch als bislang. Künstler und Veranstalter positionierten sich etwa gegen Castor-Transporte sowie die Kriege im ehemaligen Jugoslawien. Pannen und Konflikte blieben ebenfalls nicht aus. 2000 war ein weiteres Schlechtes-Wetter-Festival: Wegen Regen und ausbleibenden beziehungsweise frühzeitig abgereisten Besuchern mussten kurzfristig 2000 Bratwürste entsorgt werden. Ein – vorgeblich – vermisstes Mädchen rief die Bild-Zeitung auf den Plan; tatsächlich war die junge Frau mit einer Festivalbekanntschaft spontan nach Griechenland gereist. Konflikte verursachte auch der Haschischkonsum auf dem Festivalgelände sowie der damit einhergehende Verkauf. 1995 riefen Plakate eines „Movement of the Hippies“ radikale Feministinnen auf den Plan, die entsprechende Plakate mit dem Slogan „Veranstaltung fällt aus wegen Sexismus“ überklebten.
Festivalgefährdende Ausmaße nahmen schließlich die Alleingänge von Becker als Organisationsverantwortlichem an. Laut Aussagen von Beteiligten sowie Mitarbeitern der seit 2003 tätigen Veranstaltungsgruppe erstreckten sich die Probleme sowohl auf den persönlichen Umgang als auch die Zuverlässigkeit gegenüber Geschäftspartnern. Die Kritik: Becker – intern mit dem Spitznamen „GRÖVAZ“ („größter Veranstalter aller Zeiten“) versehen – habe sich nicht als vertrauenswürdig erwiesen, chronisch Alleingänge gestartet und überdies Rechnungen nicht bezahlt. Buchautor Schäfer, der als positivste Eigenschaft Beckers dessen Hartnäckigkeit aufführt, beurteilte diesen Konflikt in seinem Buch dergestalt, dass der 2014 verstorbene Festival-Impresario zu Anfang durchaus die einschlägigen Hippie-Ideale gehabt, dann allerdings mehr und mehr ein fragwürdiges Geschäftsgebaren etabliert habe – besonders um das Jahr 2000, als das Festival tatsächlich zu kriseln begann.
Kontrahenten hatte Becker auch bei den Eignern des früheren Ausrichtungsorts – der für Wald und Burg verantwortlichen Stiftungsgemeinschaft Burg Herzberg. 1998 wollten deren Vertreter – Adrian und Frederick von Dörnberg – das Festival verbieten lassen aufgrund in der Vergangenheit entstandener Schäden. Allerdings stellte sich die Gemeinde Breitenbach hinter Becker, so dass das Festival weiter stattfinden konnte. Weitere Negativ-Ereignisse der letzten Festivals: eine vom Toilettenaufsteller Toi Toi veranlasste Tageskassen-Pfändung sowie das umstrittene Engagement einer aus dem Biker-Milieu kommenden Security-Truppe mit der rechts-affinen Bezeichnung „Stahlpakt“.
2000 kündigte Kalle Becker das Ende des Festivals in seiner bisherigen Form an. Im Folgejahr fand es zum letzten Mal unter Beckers Ägide statt – ungeachtet der Tatsache, dass Becker im selben Jahr ein Parallelfestivial im nordhessischen Kloster Cornberg veranstaltete. Teilnehmende Gruppen dort: Amon Düül II, Epitaph und Kraan. Das letzte Becker-Festival 2002 wurde zudem von einer Art musikalischer Richtungs-Auseinandersetzung überlagert – um die sogenannte Goa Stage, auf der Trance und andere elektronische Musikrichtungen zelebriert wurden. In der Vergangenheit hatte sich Becker entschieden für die Präsenz dieser Richtung eingesetzt – weil sie ähnliche psychedelische Wurzeln habe wie die Rockmusik der End-1960er.

### 2003 ff: Das Burg-Herzberg-Festival unter der Ägide eines Fuldaer Trägervereins

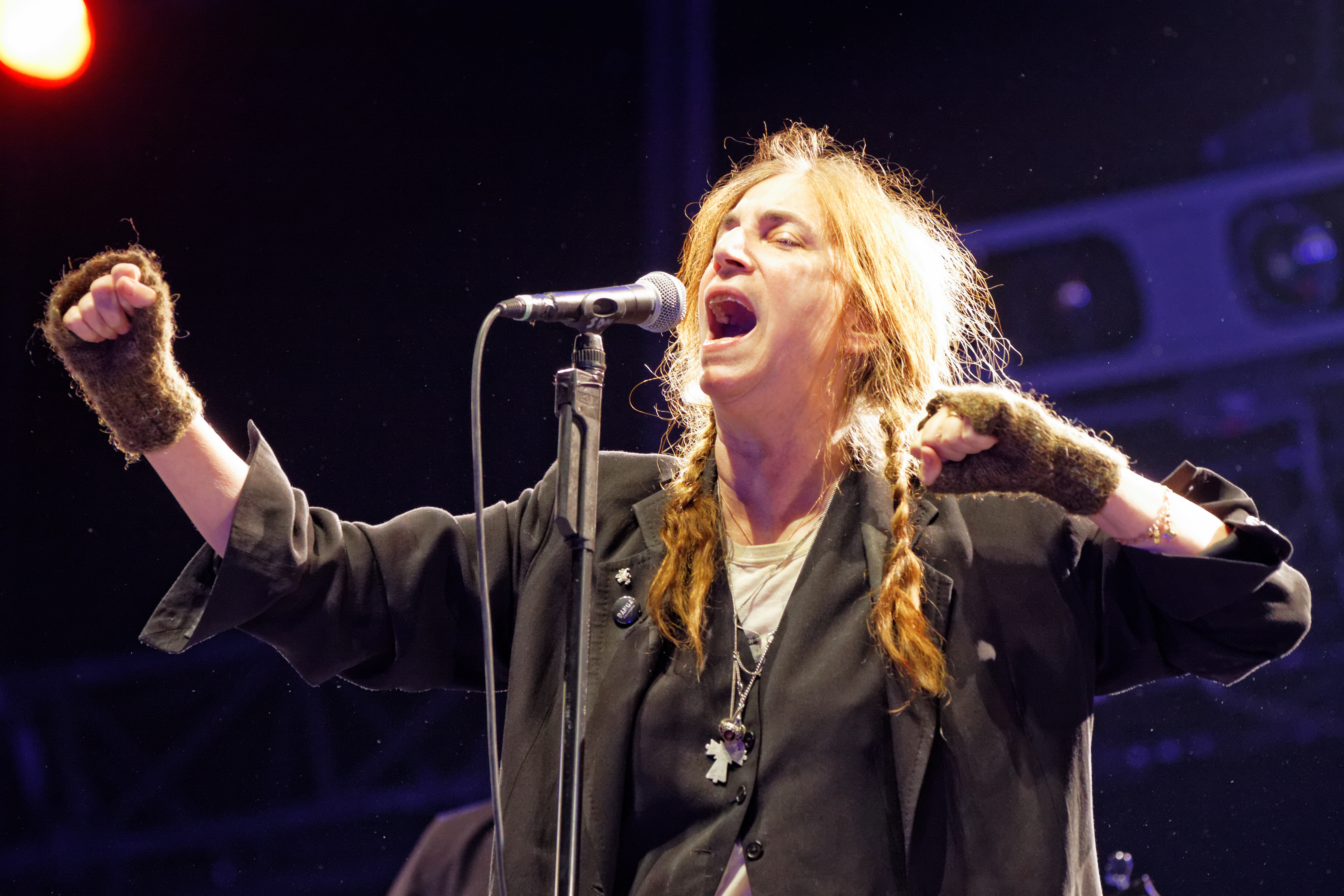
Top-Act in den Jahren 2014 und 2017: die Rocksängerin Patti Smith

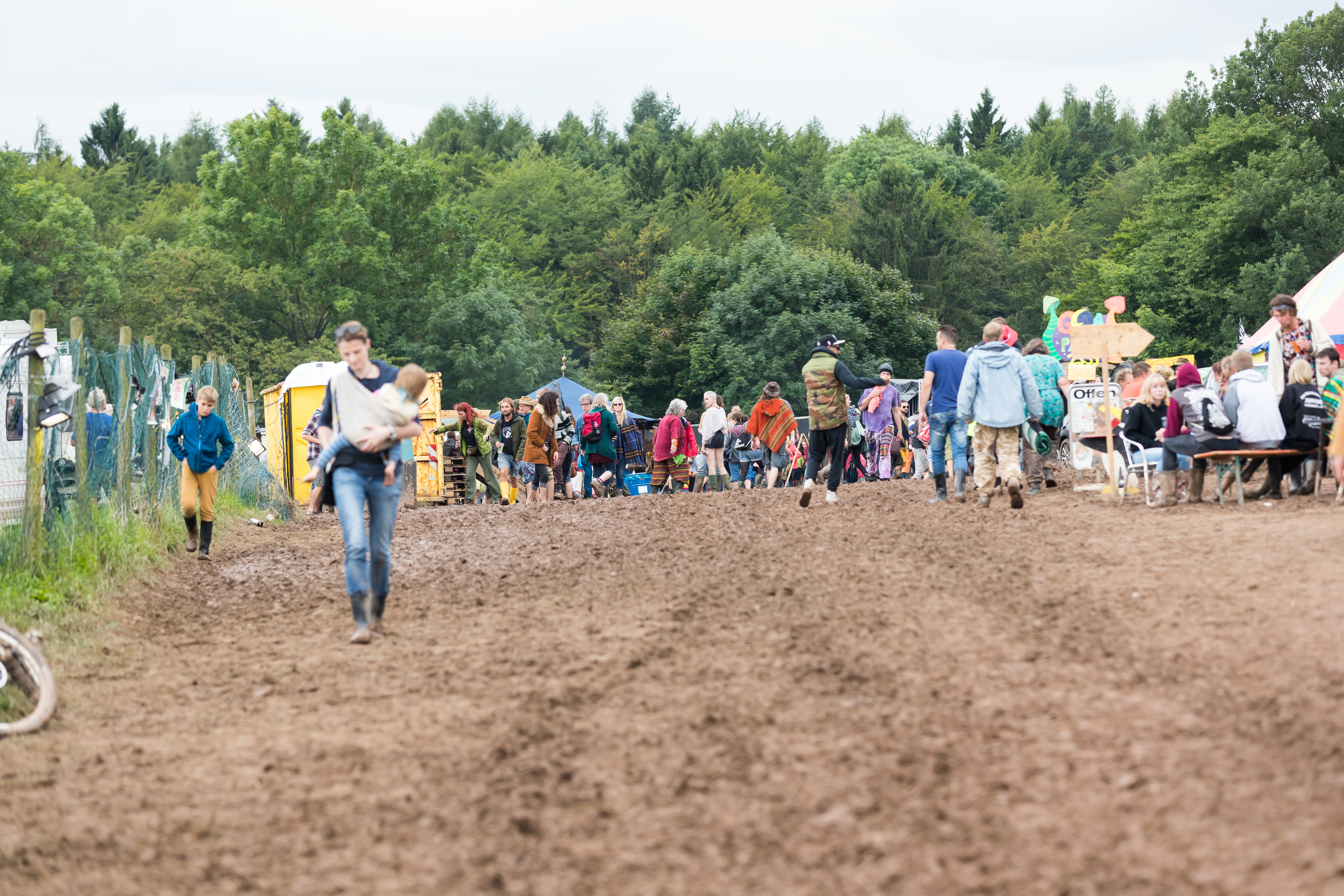
Schlechtes Wetter: Festivalgelände 2017, 2023 und 2024

2003 fand kein Burg-Herzberg-Festival statt – allerdings eine Art Ersatzevent in dem thüringischen Ort Eckardtshausen. Seit 2004 wird das Festivalevent von einem Team Fuldaer Musikliebhaber unter der Firmierung „Herzberg Festival GmbH“ weiterveranstaltet – im ersten Jahr flankiert von einer weiteren Becker-Parallelveranstaltung, diesmal im nahe Eisenach gelegenen Wilhelmsthal. Die musikalische Ausrichtung der Vorjahre wurde weitgehend beibehalten; Künstler, die im Verlauf der 2000er- und 2010er-Jahre auftraten, waren unter anderem Jethro Tull, Manfred Mann, Patti Smith, Wishbone Ash, Fairport Convention, Big Brother and the Holding Company, Neues Glas aus alten Scherben sowie Beth Hart. Die Besucherzahlen beliefen sich zwischenzeitlich konstant zwischen 10.000 und 12.000 Besuchern.
Mit dem erneuten Wechsel der Veranstaltungs-Crew einher gingen einige organisatorische sowie konzeptionelle Veränderungen – unter anderem eine professionelle Organisations- und Ablaufstruktur, die laut Veranstalterseite auch beinhaltet, dass Mitarbeiter und Hilfskräfte ordentlich bezahlt werden. Auch der Sicherheitsdienst  wurde zwischenzeitlich intern auf die Beine gestellt. Eine Modifikation erfuhr die Integration von DJs, Künstlern und Gruppen aus dem Spektrum der elektronischen Musik. Als bemerkenswerten Dauer-Zugang in diesem musikalischen Spektrum wird seitens der Veranstalter die Gruppe Orange gewertet. Zur dritten wichtigen Bühne avancierte die „Mental Stage“. Darüber hinaus fächerte sich das musikalische Spektrum zunehmend in Richtung Singer-Songwriter und World Music auf. 2005 erstellte das Team der WDR-Musiksendung Rockpalast eine anderthalbstündige Dokumentation über das Festival. Die Doku erschien später auf DVD; gedreht wurde – um den Festivalablauf möglichst wenig zu stören – mit kleinen Kameras anstatt mit großem Equipment.
Das Festival 2017 war auf ein Neues von schlechtem Wetter sowie den dazugehörigen Pannen gekennzeichnet. Unter dem Motto „Stardust We Are“ feierte das Burg-Herzberg-Festival 2018 sein 50-jähriges Bestehen. Anlässlich der Jubiläumsveranstaltung gab der Progrock-Musiker Peter Hammill ein Konzert in der evangelischen Kirche von Breitenbach. Beendet wurde das Festival durch den Auftritt einer Allstar-Band mit Musikern aus unterschiedlichen Bands – unter anderem Clem Clempson (Humble Pie), Mark Clarke (Colosseum), Curt Dress (Doldinger) und Chris Farlowe (Colosseum). Die Moderation tätigte Stefan Stoppok; Höhepunkt war der Auftritt von Arthur Brown, die gemeinsam interpretierten Zugaben der Allstars unter anderen die Songs Respect Yourself und Papa Was a Rollin’ Stone
Die Festivals 2020 und 2021 mussten aufgrund der COVID-19-Pandemie abgesagt werden. Am 16. April 2020 gab das Veranstaltungsteam die Absage des Festivals mit dem Motto „All together, NOW!“ bekannt. Um die Verluste des Ausfalls auszugleichen, hatte das Veranstaltungsteam eine Online-Hilfsaktion für durch die Corona-Krise betroffene Künstler und Kulturschaffende ins Leben gerufen. Die bis dahin erworbenen Tickets sollten ihre Gültigkeit für das nächste Festival, geplant vom 29. Juli bis 1. August 2021, behalten. An dem Wochenende, an dem 2020 das Burg-Herzberg-Festival stattgefunden hätte, traten im Fuldaer Museumshof diverse Künstler der alternativen Musik- und Literaturszene live auf. Diese Veranstaltung sollte als Alternative zum entfallenen Festival fungieren. Veranstaltet wurde die Konzertreihe von der Herzberg Festival GmbH, dem Kulturzentrum Kreuz sowie der Fuldaer Initiative „Kultur.Findet.Stadt“.
2022 erfolgte ein Neustart, 2023 ein weiteres Festival unter wettertechnisch widrigen Umständen. Die Wettersituation gestaltete sich während des Festivalverlaufs teilweise so dramatisch, dass die Veranstalter eine Unwetterwarnung auf Facebook posteten mit dem Inhalt: „Sucht euch einen sicheren Unterschlupf. Wenn möglich, geht bitte in eure Autos und macht den Warnblinker an, wenn ihr noch Platz für andere habt!“
Im März 2024 stellten die Veranstalter das Line-up für das Festival 2024 vor. Stattfinden soll es vom 25. bis 28. Juli. Als Aufmacher-Acts angekündigt wurden unter anderem Oumo Sangaré, Kula Shaker, Wolfmother, Israel Nash, Agitation Free, Kraan, Calexico, Monika Roscher Bigband, Teresa Bergmann und Orange.

## Organisation

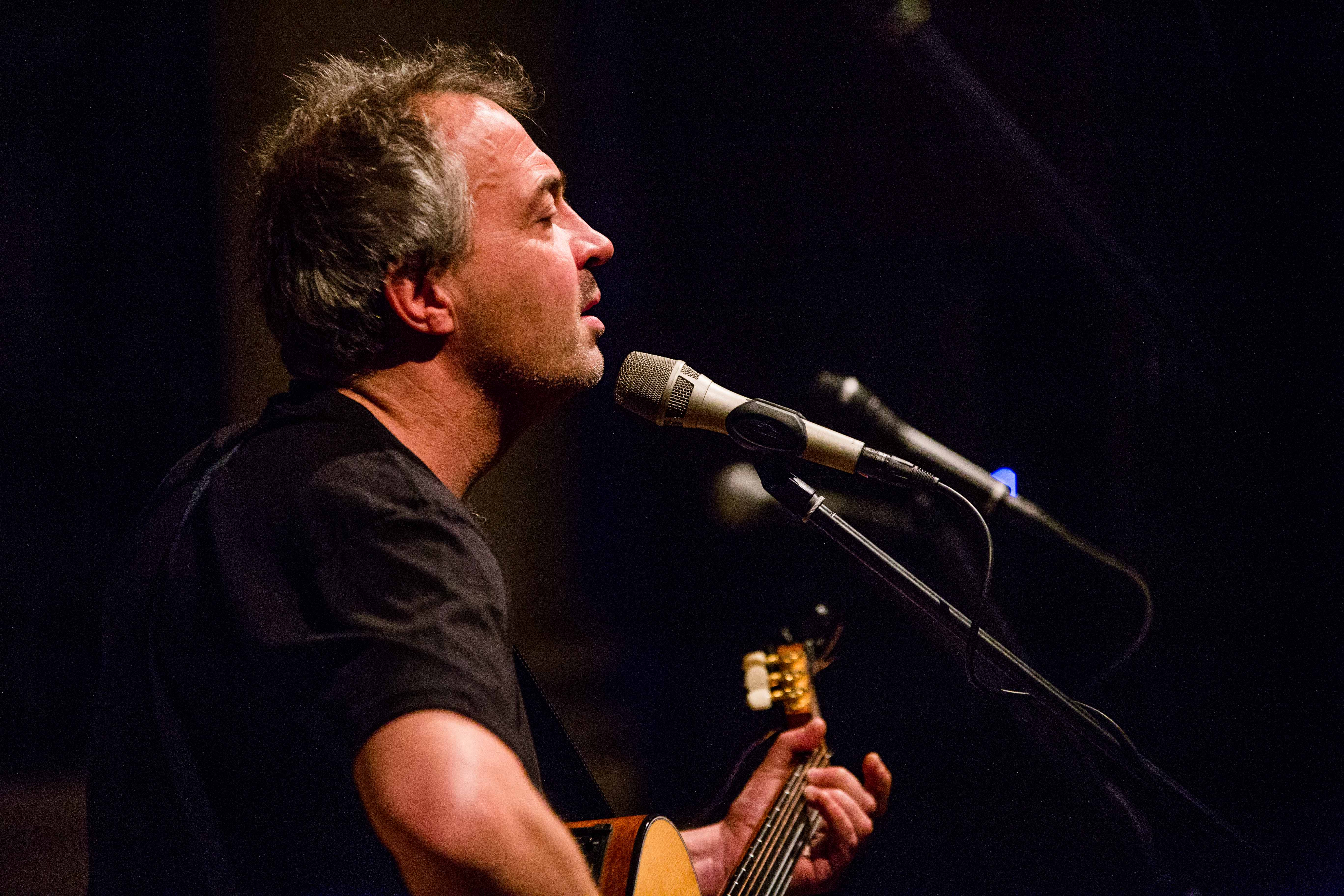
Einer der Künstler mit regelmäßigen Auftritten: der Liedermacher Götz Widmann

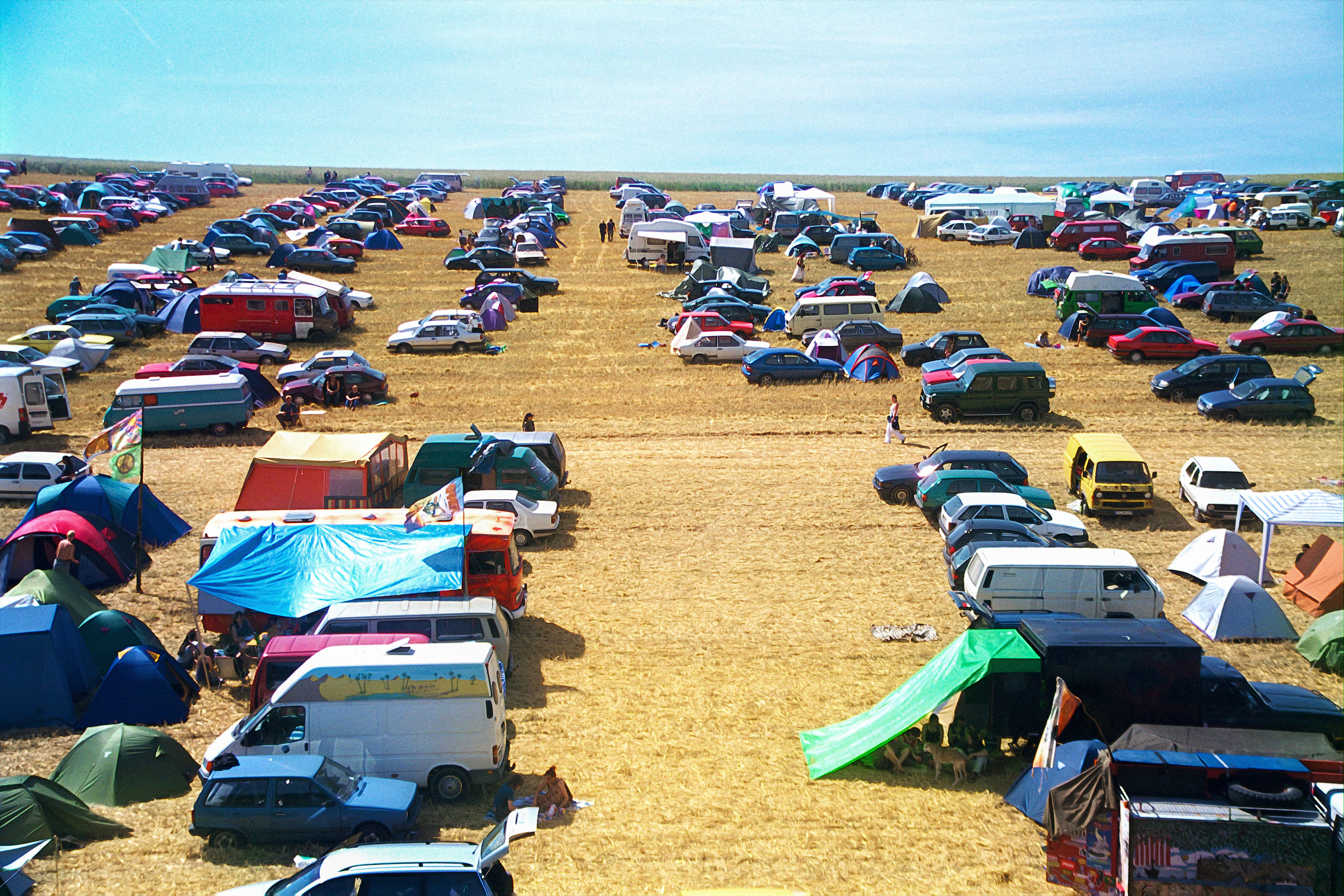
Stellplätze und Camping-Terrain auf der Wiese (2001)

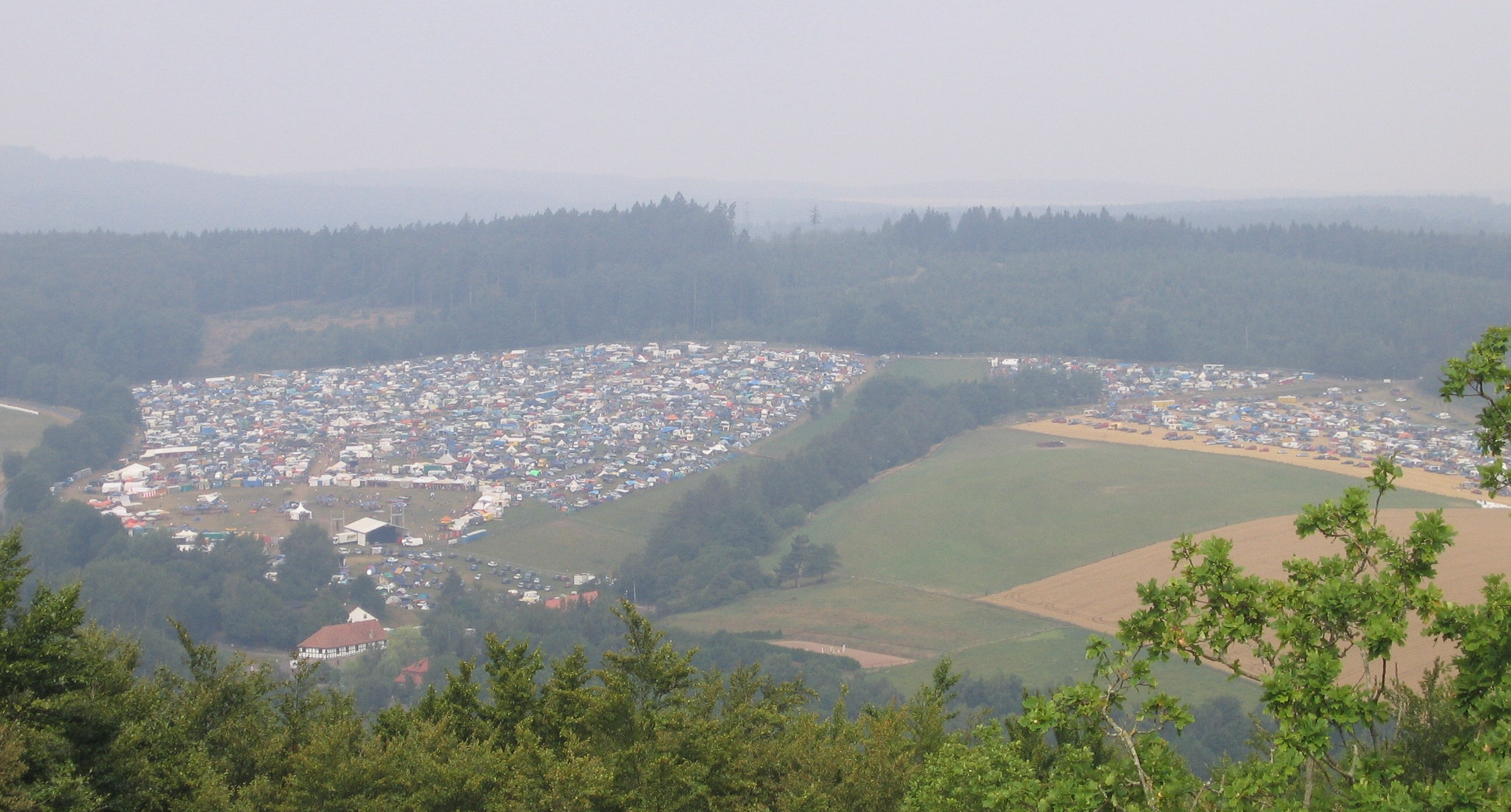
Überblicksaufnahme des Festivalgeländes (2006)

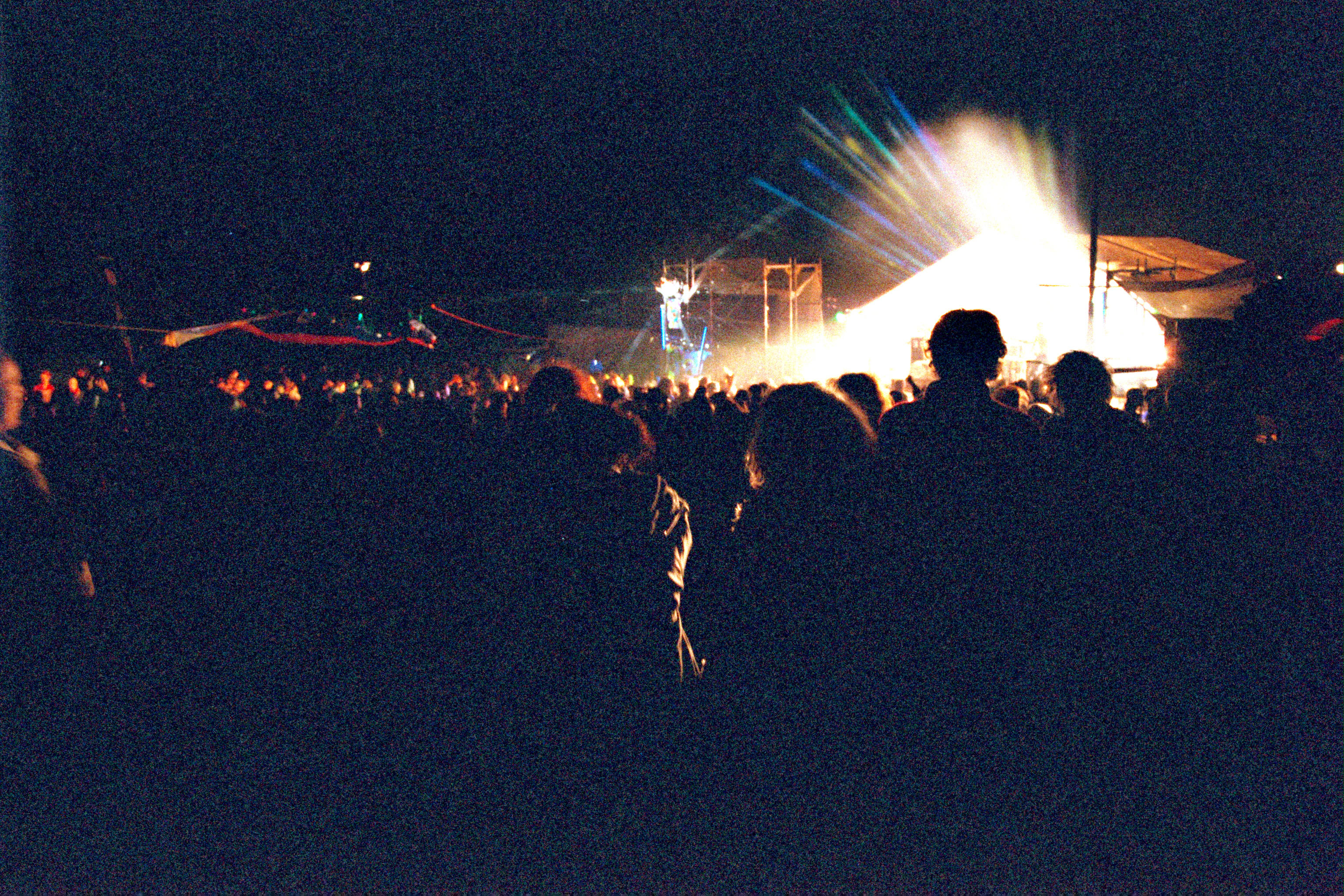
Bereich für elektronische Musik und Trance (2001)

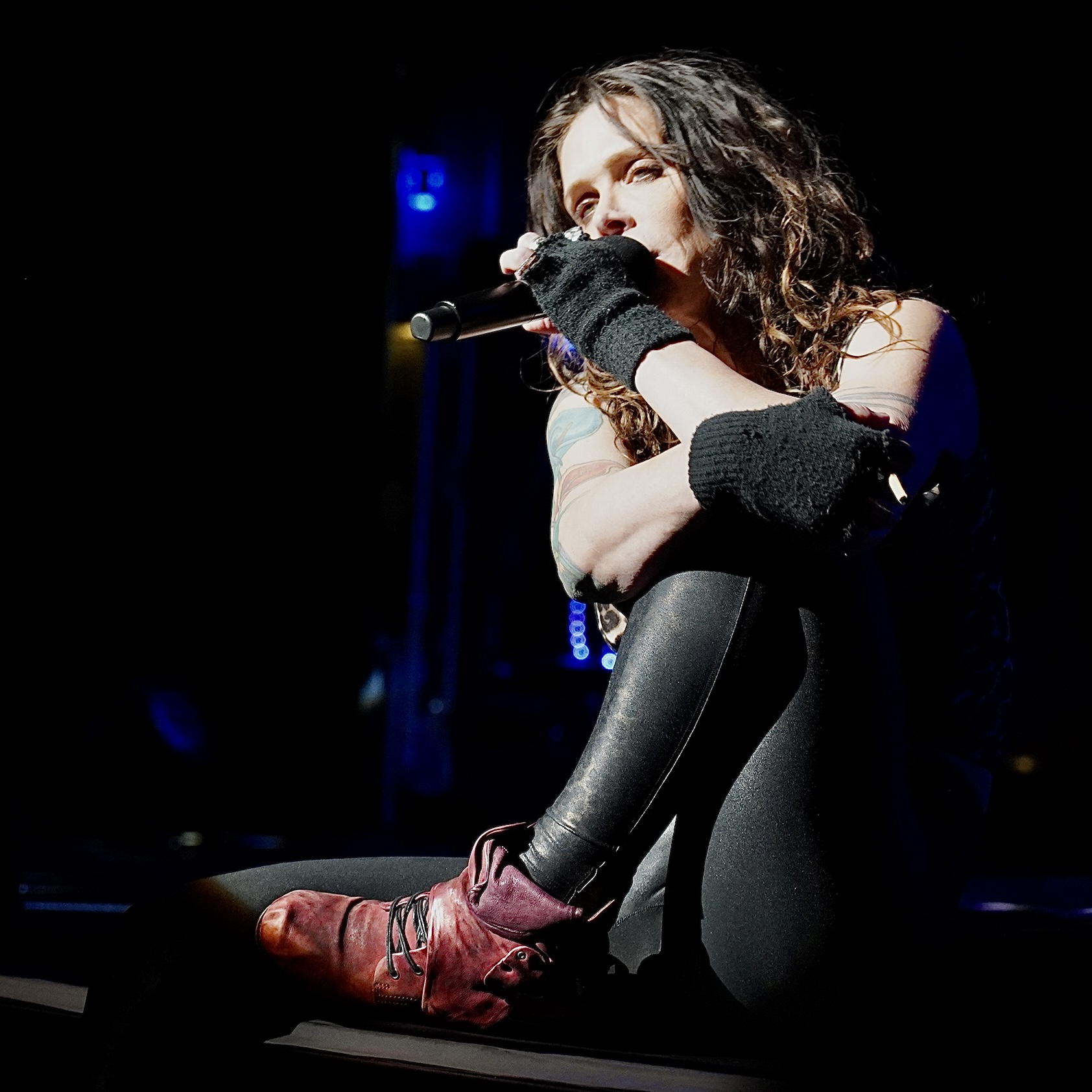
2015 und 2023 mit von der Partie: die amerikanische Bluessängerin Beth Hart

Das Burg-Herzberg-Festival findet auf den Koppeln des Pferdezüchters Walter Robert statt. Das Festivalgelände liegt nördlich der Bundesstraße 62 zwischen Breitenbach und Alsfeld im Bereich des Breitenbacher Ortsteils Gehau. Das Festivalgelände umfasst zwei Terrains für Camping, PKW-Stellplätze sowie sonstige Infrastruktur; hinzu kommt die Festivalwiese mit der Hauptbühne sowie weitere Bühnen und Anlaufstellen für das Nebenprogramm. Für Essen, Trinken und Sonstiges gibt es zahlreiche, vor allem um die Festivalwiese herum gruppierte Stände. Für die zusätzliche Versorgung verweisen die Veranstalter auf Einkaufsmöglichkeiten in Breitenbach. Das eigentliche Festival findet während des verlängerten Wochenendes statt (Donnerstag bis Sonntag); darüber hinaus besteht jedoch die Möglichkeit, bereits ab Wochenanfang anzureisen und zu campieren.
Die Anreise zum Festival wird zusätzlich durch eine vom örtlichen ÖPNV bereitgestellte Shuttle-Busverbindung zwischen Alsfeld und dem Festivalgelände flankiert. Für Teilnehmer, die über kein eigenes Zelt verfügen, übernimmt ein externer Dienstleister gegen Bezahlung die Bereitstellung „einzugsfertiger“ Campingzelte. Das FAQ auf der Website des Festivals informiert über weitere „Do’s“ und „Dont’s“. In Sachen Drogen und Gewalt haben sich die Veranstalter auf folgende Richtlinien festgelegt: „Null Toleranz gegenüber harten Drogen! Festivalverbot!!!!!“ und „Jeder Konflikt ist – wenn überhaupt – ein Konflikt der Worte. Wer Gewalt androht, fliegt raus.“
Der Ticket-Verkauf verläuft zentral über das Fuldaer Büro des ausrichtenden Festival-Vereins. Die angesetzten Eintrittspreise für 2024 belaufen sich auf 214 Euro für vier Tage sowie 99 Euro für Sonntag. Zusätzliche Preisstaffelungen orientiert sich unter anderem an der Erwerbsart (Online-Buchung oder Vor-Ort-Abholung); darüber hinaus gibt es preislich vergünstigte Kontingenttickets. Der zu entrichtende Eintrittspreis stieg im Lauf der Jahre von 10 DM (1971) über 60 Euro (2004), 77 Euro (2010), 102 Euro (2013) auf 165 Euro für 2022.
Das Booking der teilnehmenden Künstler und Bands und die Zusammenstellung des jährlichen Programms erfolgt über spezielle Booker. Laut Gunther Lorz, Mitveranstalter aus der Veranstaltungsgruppe des Fuldaer Vereins und seit 2004 dessen Geschäftsführer, beläuft sich die Anzahl der in den Festivalablauf involvierten Mitarbeiter auf ungefähr 250 – wovon ungefähr 40 auf die Kinderbetreuung fielen und 40 auf die Security. Zwei weitere Alleinstellungsmerkmale des Festivals, so Lorz, seien die beachtliche Präsenz von Kindern und der Umstand, dass das Burg-Herzberg-Festival nach wie vor ohne Sponsoren auskomme.
Wie auch auf anderen großen und auch mittleren Festivals hat sich das Angebot im Lauf der Jahre ausdifferenziert. Neben der zentral platzierten großen Bühne – der Main Stage, auf dem das Programm mit den bekannteren Acts stattfindet – gibt es einige weitere Anlaufstellen mit alternativen, meist auf ein kleineres Publikum abgestellten Programmen: der Höllenschuppen für (noch) unbekanntere Bands in den Bereichen Jam-, Psychedelic-, Space Rock, Prog-Rock und Experimentelles, die Freak Stage als weitere alternative Bühne, die Mental Stage als Bereich für Recreation und Entspannung und schließlich ein Lesezelt. Die Programme beginnen meist um die Mittagszeit und enden spät am Abend; die vorgesehene Real-Auftrittszeit für die einzelnen Acts liegt – wie bei Festivals üblich – zwischen einer und anderthalb Stunden.
Das musikalische Programm hat sich nach Aussagen von Veranstalter Gunther Lorz im Verlauf der 2010er-Jahre spürbar verändert. Standen in den 1990ern noch Oldie-Bands aus dem Bluesrock, Krautrock und Progressive Rock der 1970er im Mittelpunkt, habe sich das Line-Up seither zunehmend international ausgerichtet. Zwischenzeitlich, so Lotz anlässlich des Festivals-Jubiläums 2018, sei man dabei, zunehmend wieder deutsche Acts zu engagieren. Beispiele seien etwa Bands und Interpreten wie Selig, Sarah Lesch, Orange sowie Captain Peng. Darüber hinaus gäbe es bei einigen Künstlern eine große Kontinuität; der Liedermacher Götz Widmann sowie die Rockband Orange etwa träten auf dem Festival regelmäßig auf – ebenso Klaus der Geiger, der seine Festivalauftritte gewöhnlich nach Gusto handhabe.
Ein mit der Organisation des Festivals verknüpfter Seitenstrang waren beziehungsweise sind die als CD veröffentlichten Live-Einspielungen auf den beiden Labels Think Progressive (unter der Ägide von Karl-Heinz Becker) und Burg Herzberg Festival (unter der Ägide der seit 2003 tätigen Veranstalter). Die Musik-Archivseite discogs listete für die beiden im März 2024 rund 70 Alben. Die Veröffentlichungen von Think Progressive decken den Zeitraum von 1991 bis 2003 ab, die von Burg Herzberg Festival die Zeit danach. Während die Think Progressive-Veröffentlichungen stark auf die Genres Kraut- und Progressive Rock fokussiert sind, decken die von dem Nachfolgelabel veröffentlichten Einspielungen ein heterogeneres und auch international breiter aufgestelltes Spektrum ab.
Mit in den Festivalverlauf involviert sind unter anderem Rettungsdienste sowie die örtliche Feuerwehr. Das Onlineportal der Tageszeitung Hessische/Niedersächsische Allgemeine etwa informierte darüber, dass beim Festival 2016 insgesamt 120 Einsatzstunden angefallen seien. Im Zug dieses Einsatz seien einige Personen medizinisch erstversorgt, ein brennender Müllcontainer sowie ein Müllsack gelöscht, eine Gasflasche abgedichtet und auslaufendes Benzin aus einem PKW aufgefangen werden.

## Image als Hippiefestival und Medienresonanz
Das Stattfinden eines Hippie-Festivals in einer ländlichen, eher konservativ geprägten Region sorgte sowohl in der Anfangszeit des Burg-Herzberg-Festivals als auch später für mediale Aufmerksamkeit. Vor allem zu Beginn wären Vorbehalte und Berührungsängste von Seiten der örtlichen Bevölkerung doch spürbar gewesen, schrieb die Hessisch/Niedersächsische Allgemeine 2022 in einem Rückblick. Zwischenzeitlich würden jedoch auch Einheimische das Festivalangebot wahrnehmen. Aufhänger der Geschichte war ein örtlicher Maurer, der mit seinem Campingbus und seiner Familie zwischenzeitlich regelmäßiger Gast auf dem Festival ist.
Über den Status als Geheimtipp oder Insider-Veranstaltung ist das Festival schon lange hinausgekommen. Obwohl sein Bekanntheitsgrad nicht an die Prominenz einschlägiger Mega-Events wie etwa dem Wacken Open Air oder Rock am Ring heranreicht, hat das Burg-Herzberg-Festival einen unbestrittenen Ruf als Deutschlands größtes und bei seinen Fans beliebtes Hippie-Event. Im Lauf seines Bestehens durchlief das Festival unterschiedliche Metamorphosen. Eine wesentliche Wegmarke war die in den 1990ern vollzogene Ausrichtungsort-Verlegung von der Burg Herzberg zum heutigen Gelände. Deutlich bestimmt wurde das Festival-Profil darüber hinaus von den Vorstellungen der jeweiligen Veranstalter – zunächst aus dem Kreis der Beatband The Petards, später dann von Kalle Bäcker und, im Anschluss daran, dem seither für die Festival-Organisation verantwortlichen Verein.
Diese Außenbedingungen wirkten sich auch auf Profil und Publikum des Festivals aus. Der Petards-Schlagzeuger Arno Dittrich wies im Gespräch mit der Süddeutschen Zeitung 2018 darauf hin, dass ein Hippie-Festival nicht die Absicht der ursprünglichen Veranstalter gewesen sei. Dominierend in der Beginn-Phase wären vielmehr Beatbands wie The Merchants oder The Blue Moons gewesen. Dittrich: „Die lokalen Jugendlichen, die da waren, sahen für die damaligen Verhältnisse auch noch sehr normal aus.“
In den 1990er Jahren hatte sich das Bild gewandelt. Der taz-Autor Klaus-Peter Klingelschmitt beschrieb seine Eindrücke vom Burg-Herzberg-Festival 1995 mit folgenden Worten: „Die Blumenkinder sind tatsächlich wiederauferstanden: Lange Haare, Bärte, Ketten, Ringe und kurze, abgerissene Hosen bei den in die Jahre gekommenen Freaks. Lange Haare, Folklorekleider, Ketten, Ringe, und kurze, abgerissene Hosen auch bei den Ladys der Szene. Rund 20.000 Hippies aus ganz Deutschland, aus England, Holland und Skandinavien hatten ihre alten Diesel und die Bikes angeworfen und sich in die hessische Provinz aufgemacht, um sich das gute alte Feeling zurückzuholen.“
Im neuen Jahrtausend registrierten Medien eine zunehmende Generationsablösung. Ein Deutschlandfunk-Feature 2018 wies auf ein alterstechnisch stark durchmischtes Publikum hin und resümierte: „Vom Hippie-Original bis zum Säugling sind alle vertreten, 80-Jährige tanzen gemeinsam mit 12-Jährigen, auf dem Herzberg wimmelt es von jungen Familien – und so manche Hippie-Oma bringt die Enkel mit zum jährlichen Spektakel.“ Das Musikfestival sei keinesfalls ein Freilichtmuseum einer vergangenen Epoche. Anstatt den „Spirit von Woodstock“ zu konservieren, habe es einen Begegnungs-Freiraum etabliert, der von Offenheit, Großzügigkeit und einer nie aufdringlich wirkenden Freundlichkeit gekennzeichnet sei. Die Hessische/Niedersächsische Allgemeine charakterisierte den veränderten Habitus typischer Festivial-Besucher 2018 mit den Worten: „Geändert hat sich auch der Kleidungsstil. 50 bis 60-Jährige laufen heute in Ramones-Shirts herum, die Jüngeren tragen Shirts von Metal-Bands. Das Festival-Programm bedient sie mit Hip-Hop und Stoner-Rock, mit Bands, die beweisen, dass man zeitkritische Themen durchaus in tanzbare Musik verpacken kann.“
Mit zur Folklore rund um das Festival gehört der gelassene Umgang der Festival-Besucher mit schlechtem Wetter. Die Hessenschau berichtete vom 2023er-Event: „Friedlich und ausgelassen sei die Stimmung gewesen, teilte Festival-Geschäftsführer Gunther Lorz mit. Rund 10.000 Besucher feierten ab Donnerstag auf dem Festivalgelände an der Burg Herzberg in Breitenbach (Hersfeld-Rotenburg) das Herzberg-Festival. Am Sonntag geht die Riesen-Party zu Ende. Wichtigstes Kleidungsstück in den vergangenen Tagen dürften für viele die Gummistiefel gewesen sein. Durch das durchwachsene, meist regnerische Wetter verwandelten sich Teile des Festivalgeländes in eine Matschoase. Einige Festivalbesucher nutzten die durchnässten Wiesen zum ausgiebigen Rutschen.“

## Interpreten

### Spektrum und bekannte(re) Künstler
Die Bands, die auf diesem Festival auftreten, sind meist progressive Bands und mehr oder weniger bekannte Bands der 1970er und 1980er Jahre. Es treten aber auch viele andere Gruppen und Künstler verschiedener Stilrichtungen auf, zum Beispiel aus den Bereichen Blues, Folk, Liedermacher und Pop-Rock. Die Bands und Interpreten kommen mittlerweile aus aller Welt. Abzüglich bereits aufgeführter Acts wie etwa Guru Guru, Embryo, Kraan, John Mayall, Patti Smith, Götz Widmann oder Sarah Lesch absolvierten im Lauf der Jahre Künstler und Bands wie 17 Hippies, Amsterdam Klezmer Band, AnnenMayKantereit, Ash Ra Tempel, Caravan, Electric Orange, Epitaph, Faust, Hamid Baroudi, Gong, Ian Anderson, Joe Bonamassa, Kettcar, Gov’t Mule, Grobschnitt, Hellmut Hattler, Hawkwind, Iron Butterfly, IQ, Jane, Manfred Mann’s Earth Band, John Mayall, Mayberg, Marillion, LaBrassBanda, Morcheeba, Motorpsycho, Graham Nash, Jeff Beck, Nektar, Ougenweide, Ozric Tentacles, Paatos, Pavlov’s Dog, Porcupine Tree, Randy Hansen, Selig, Soft Machine, Steppenwolf, The Supremes, Ten Years After, The Waterboys, Tito & Tarantula, Trigon, UFO, Uriah Heep, Van der Graaf Generator sowie Wishbone Ash Auftritte auf dem Burg-Herzberg-Festival.
Im Lesezelt führten unter anderem die Autoren Ulrich Holbein, Oliver Uschmann, Frank Schäfer, Frank Helmut Witzel, Franziska Schreiber und Ella Anschein Lesungen durch.

Live-Auftritte auf dem Burg-Herzberg-Festival
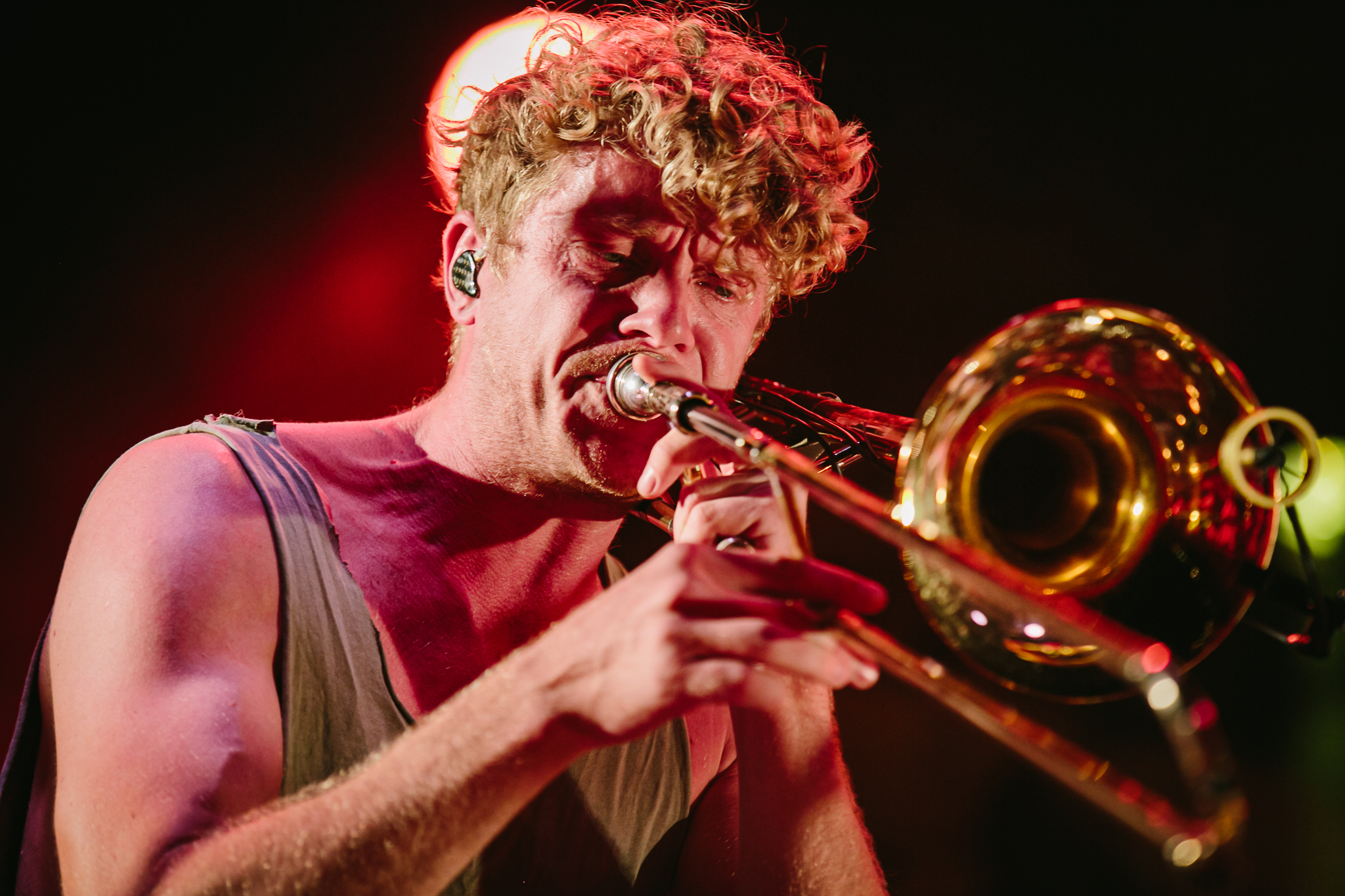
Bukahara (2019)
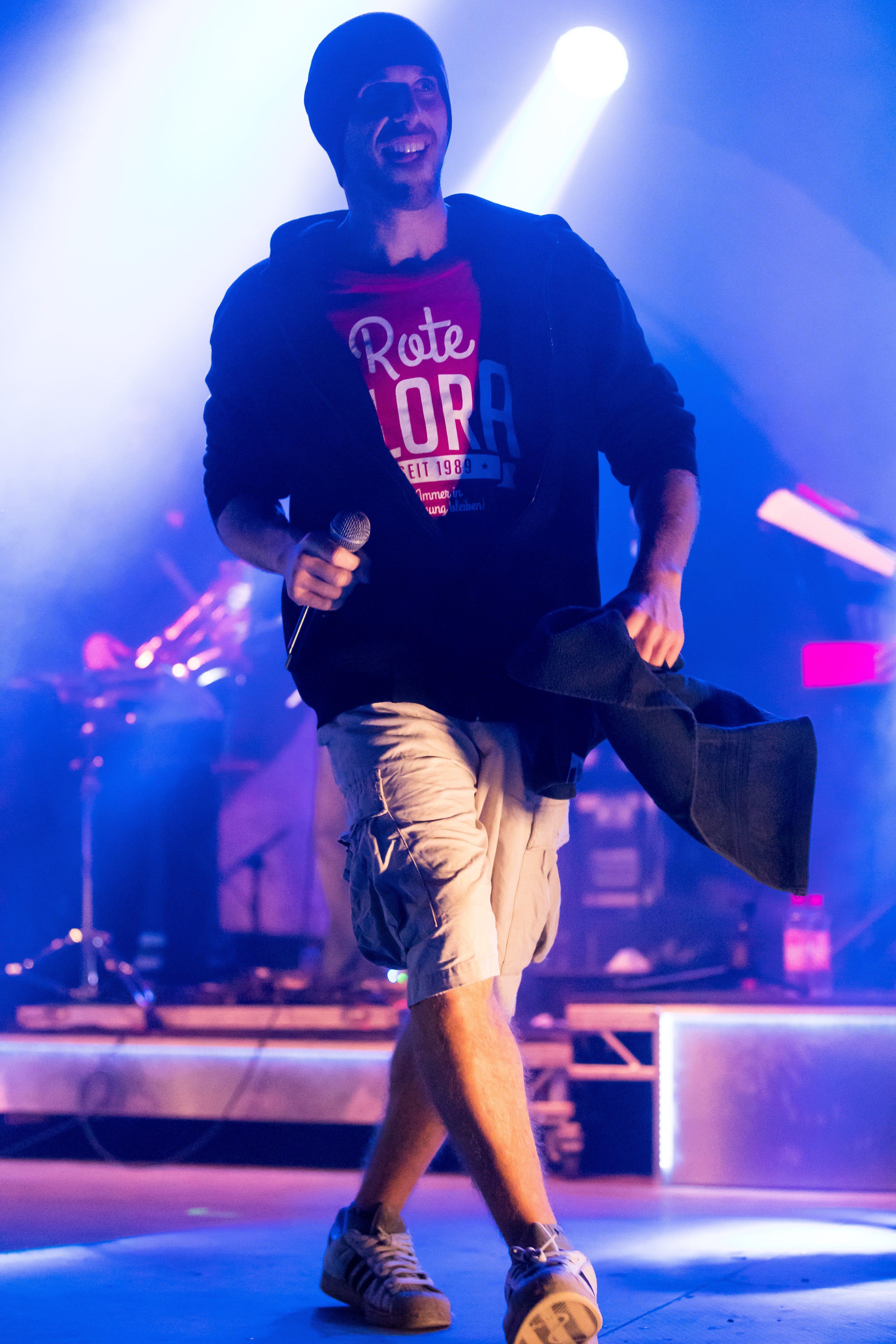
Irie Révoltés (2017)
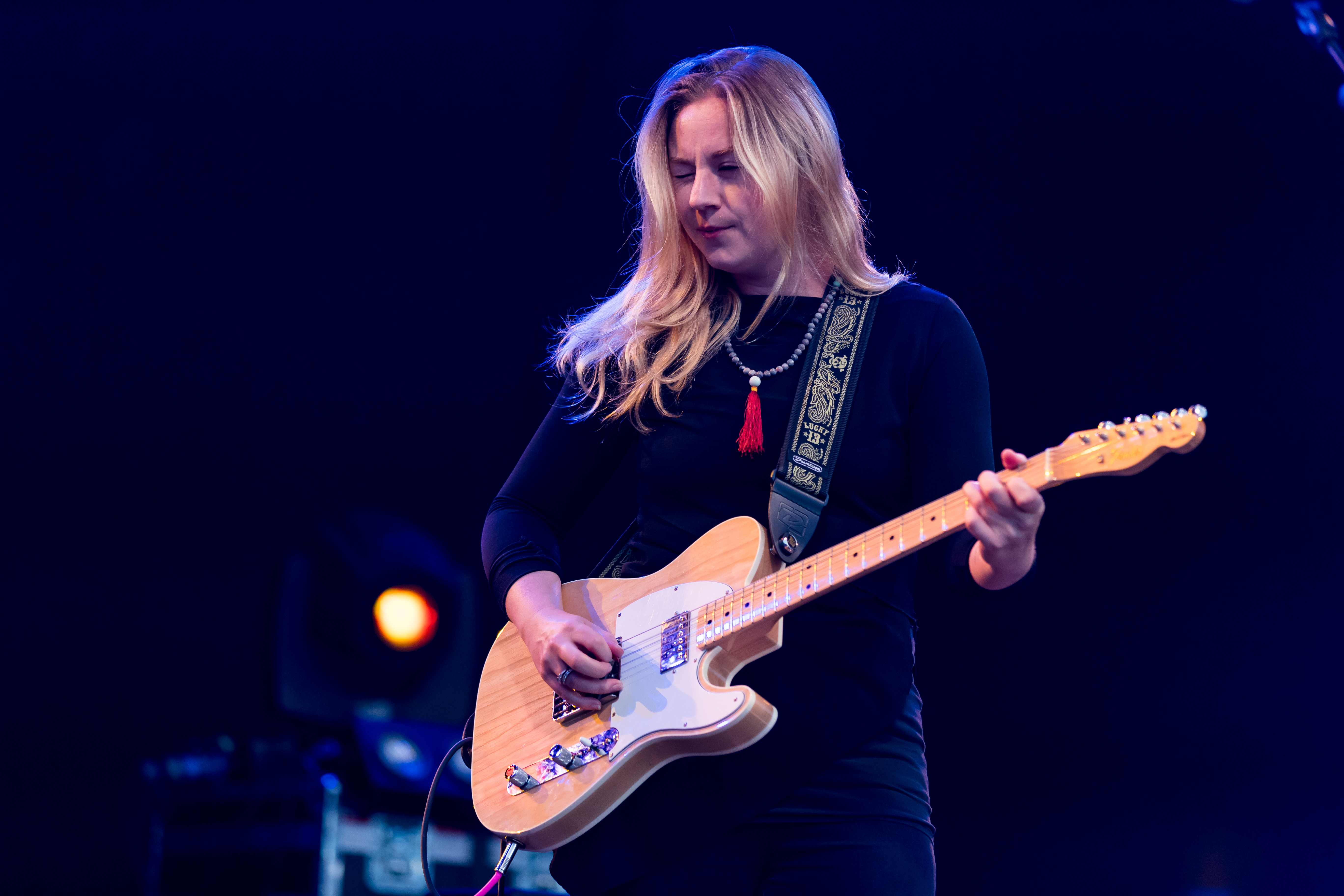
Joanne Shaw Taylor (2017)
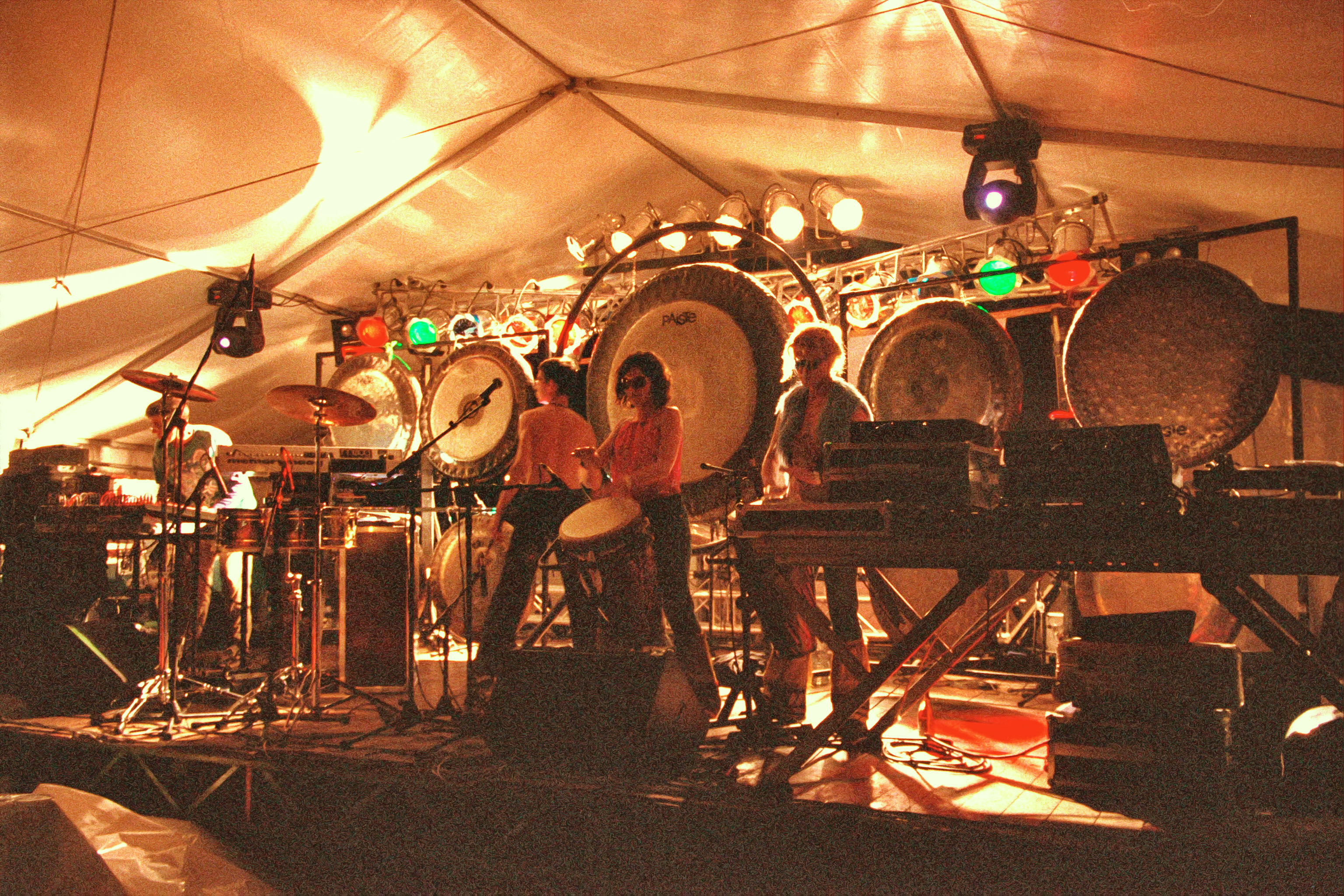
Techno- und Goa-Trance-Bühne 2001
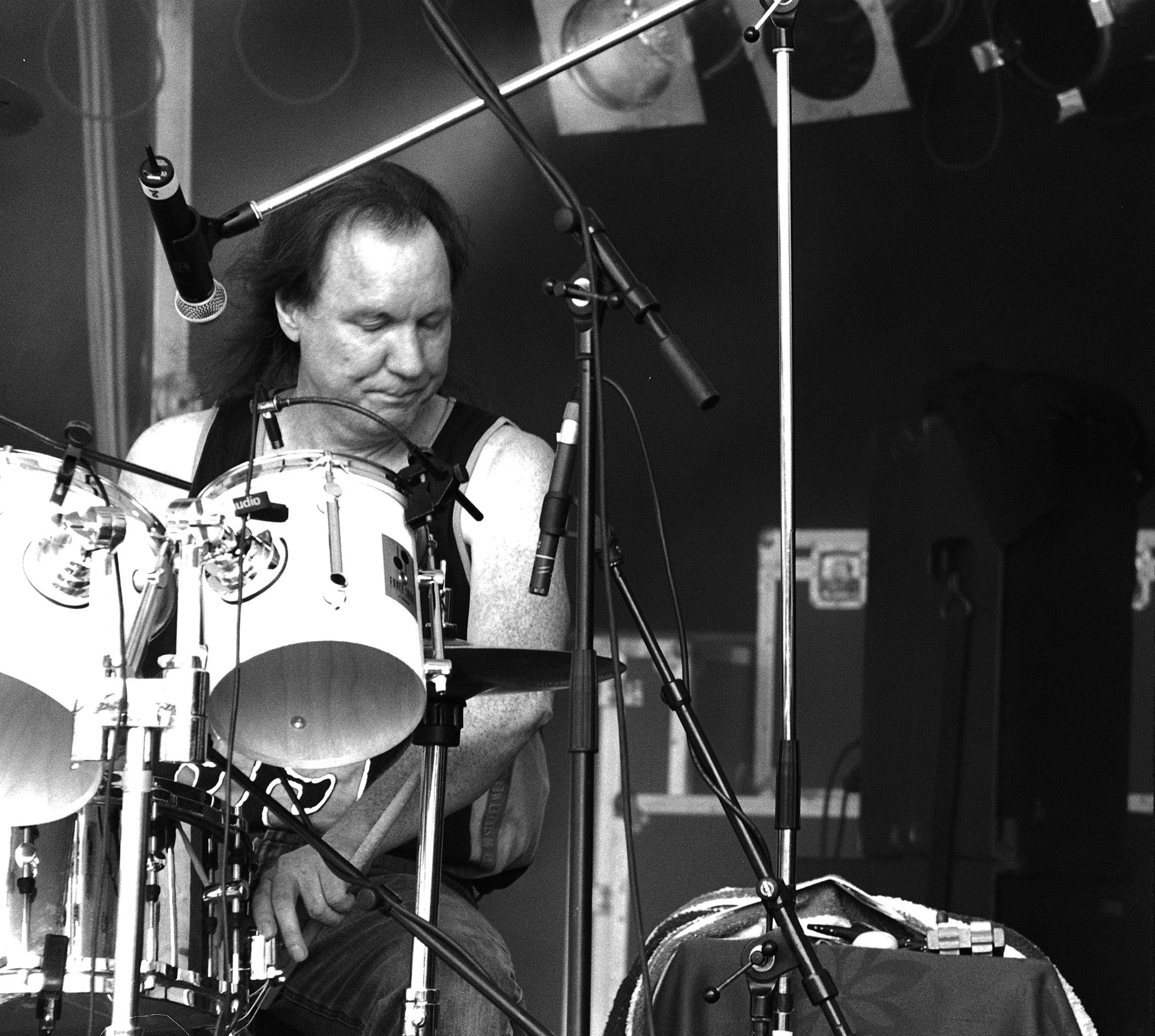
Birth Control (2001)
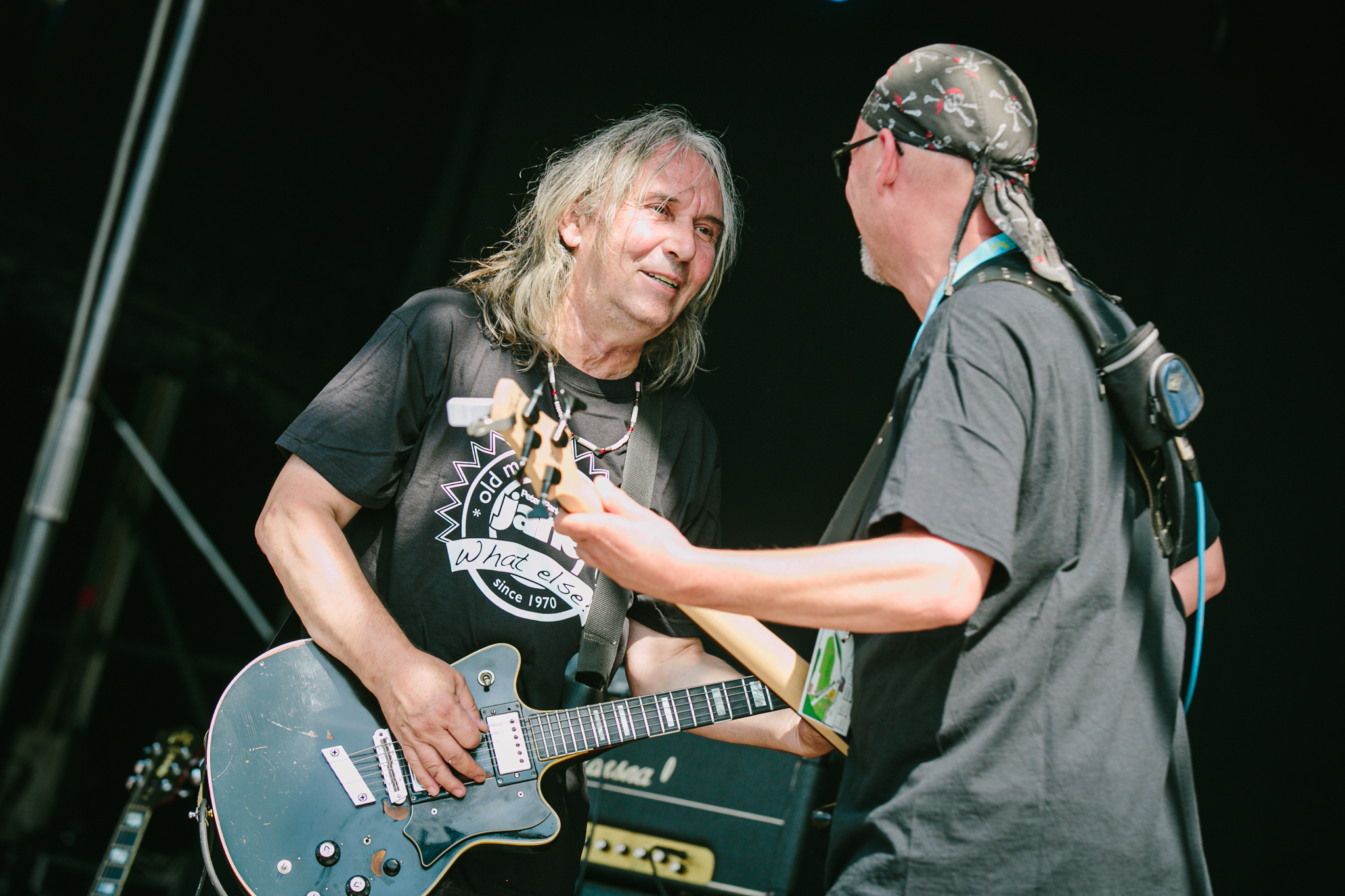
Jane (2019)
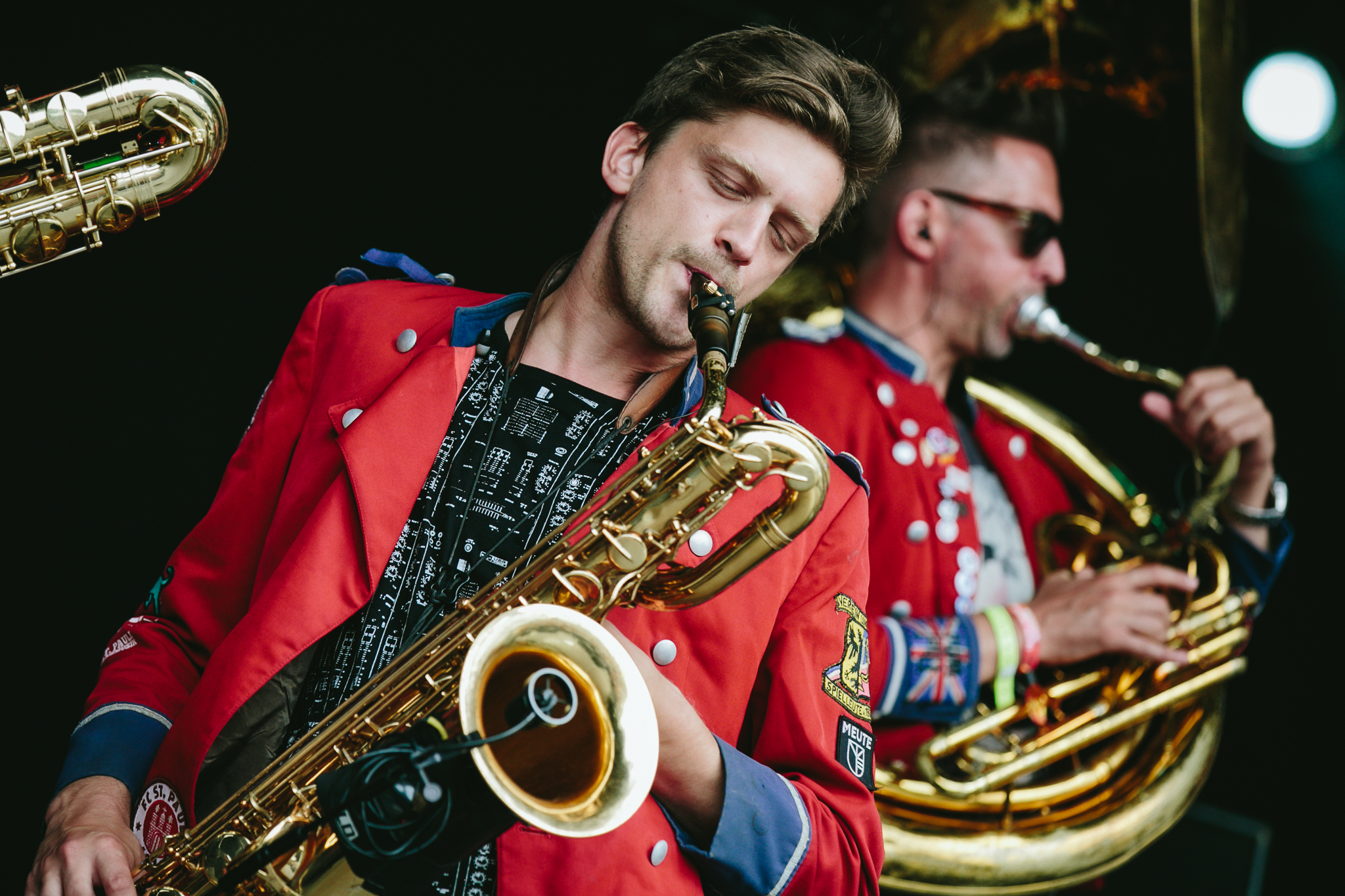
MEUTE (2019)
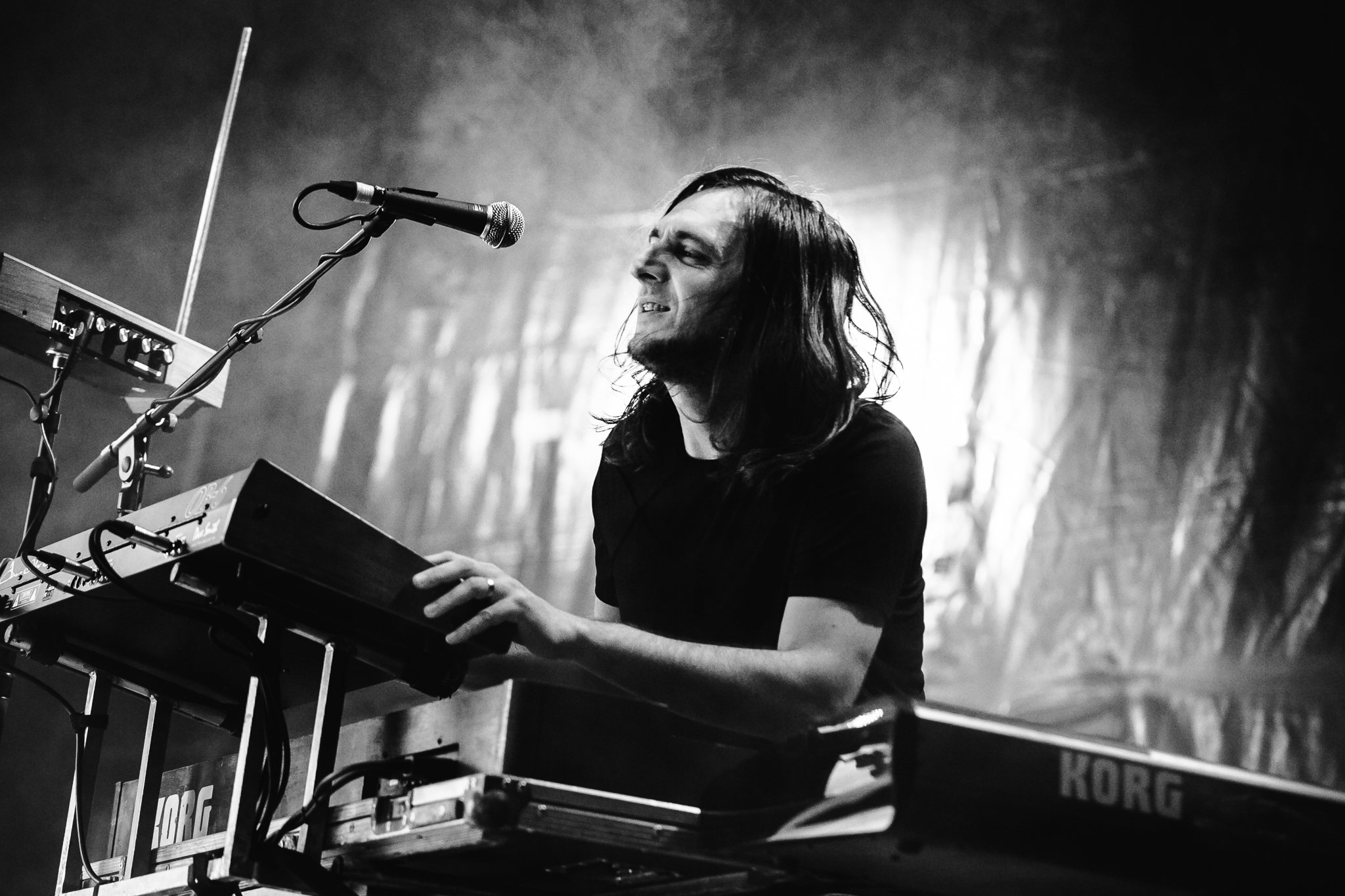
Riverside (2019)
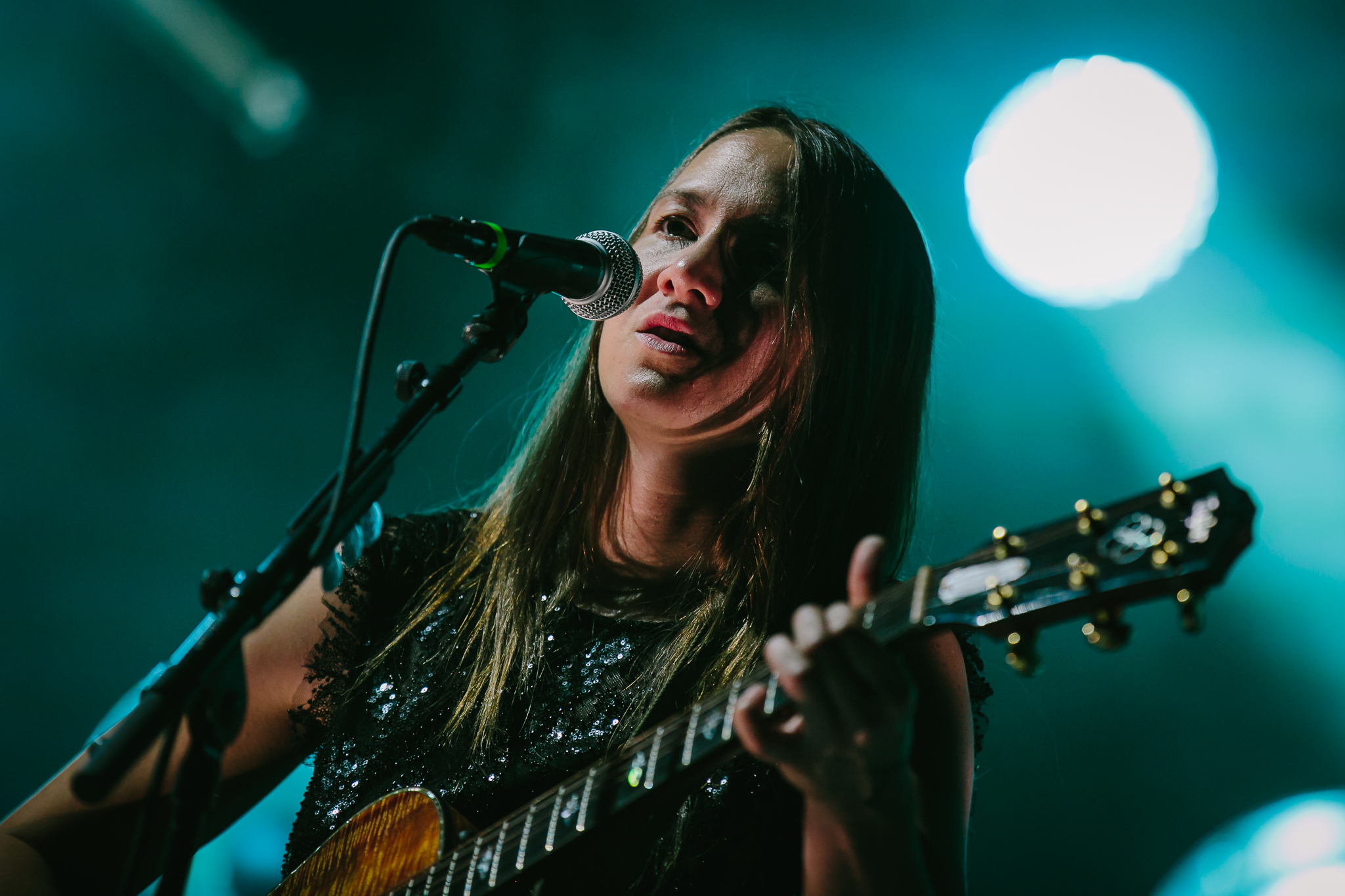
Sophie Hunger (2019)
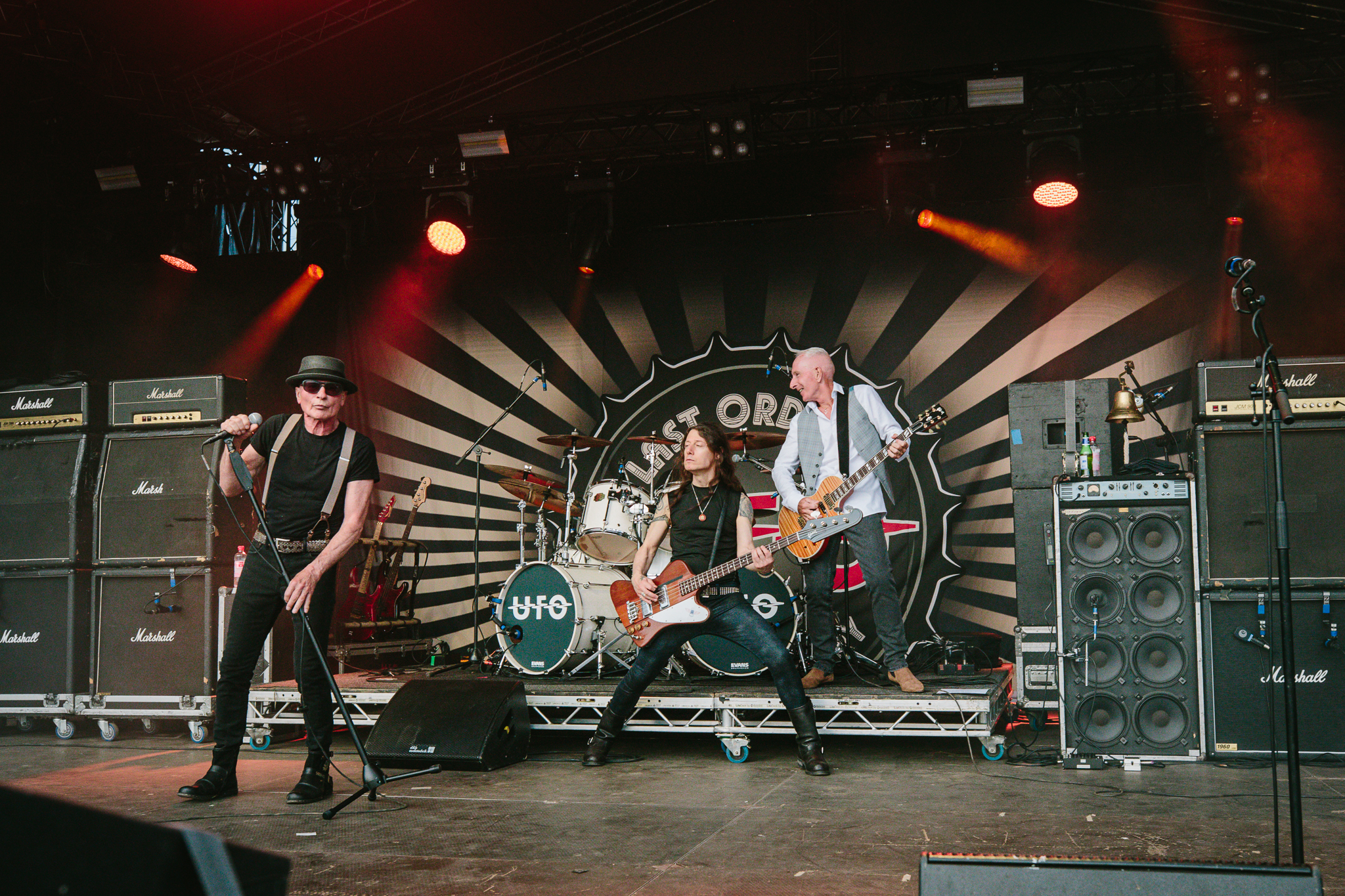
UFO (2019)
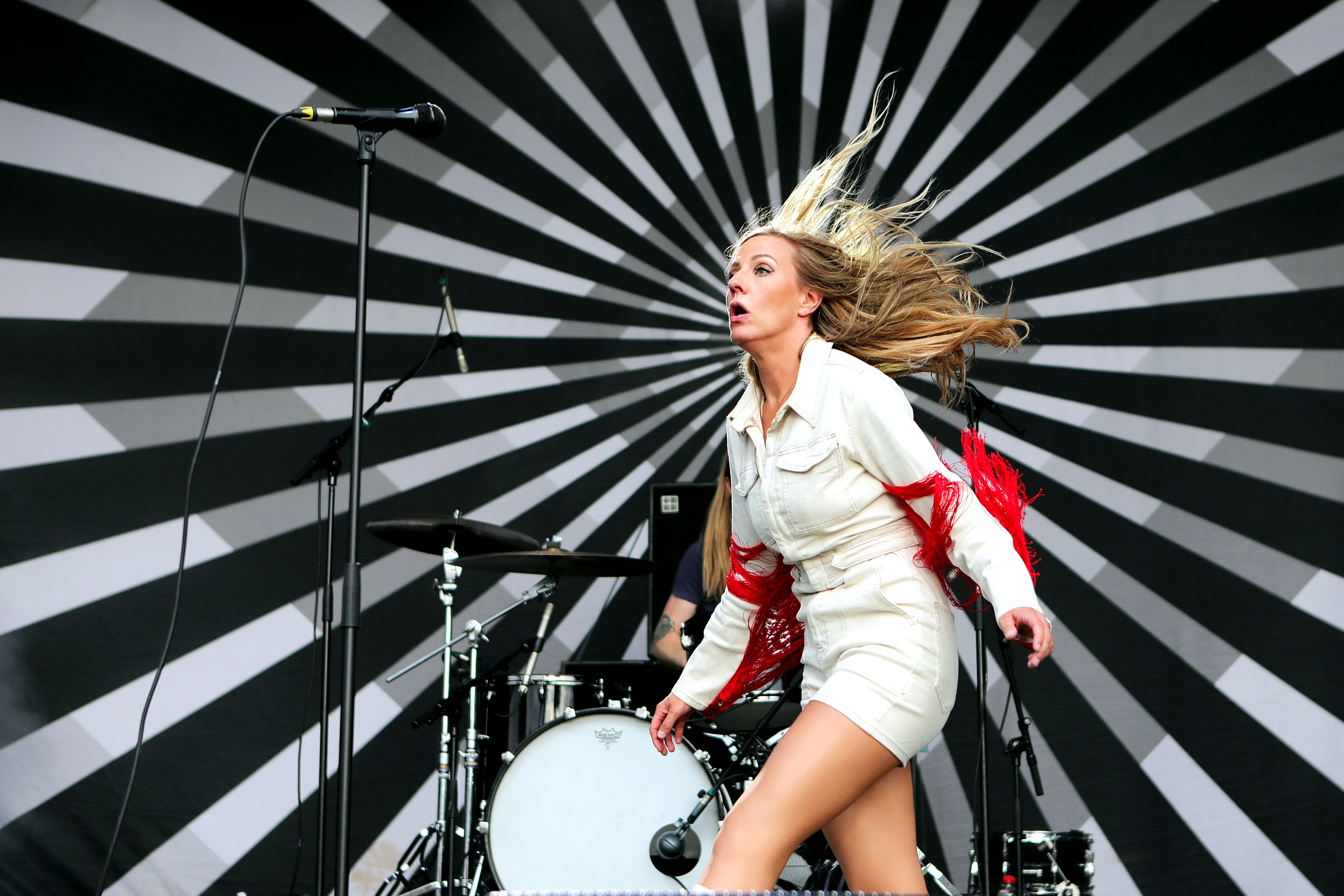
Blues Pills (2022)
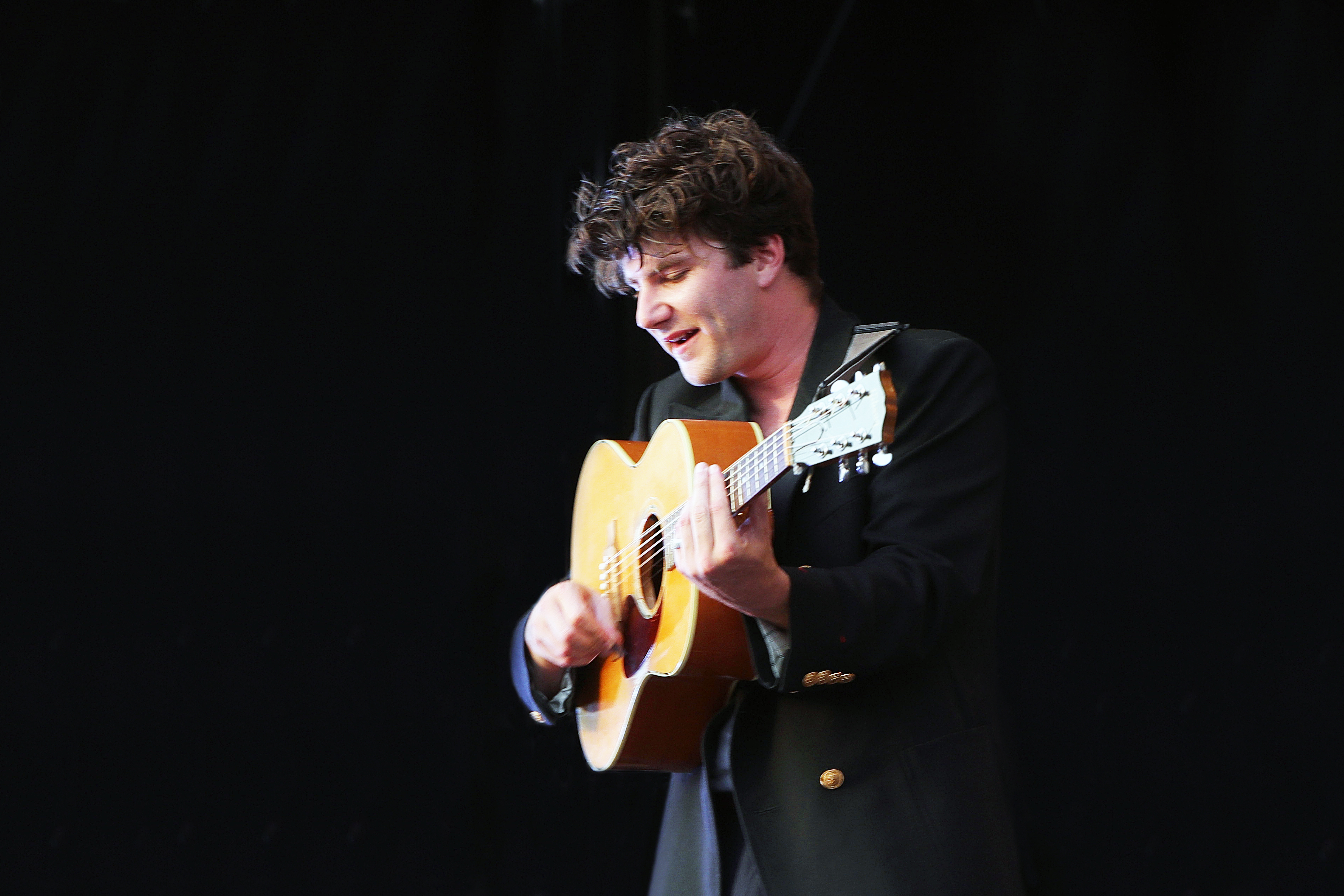
Faber (2022)
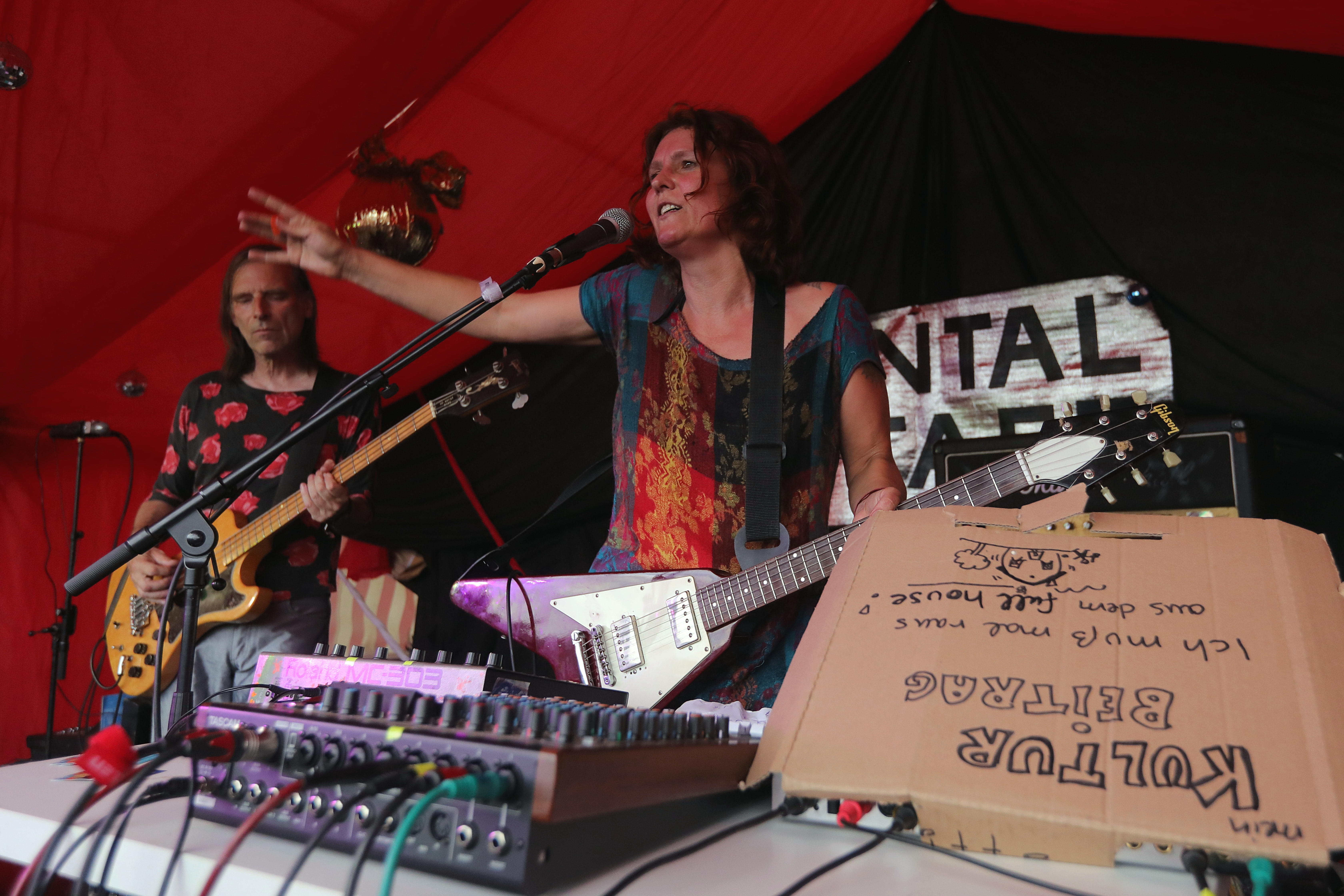
LAVA 303 (2022)
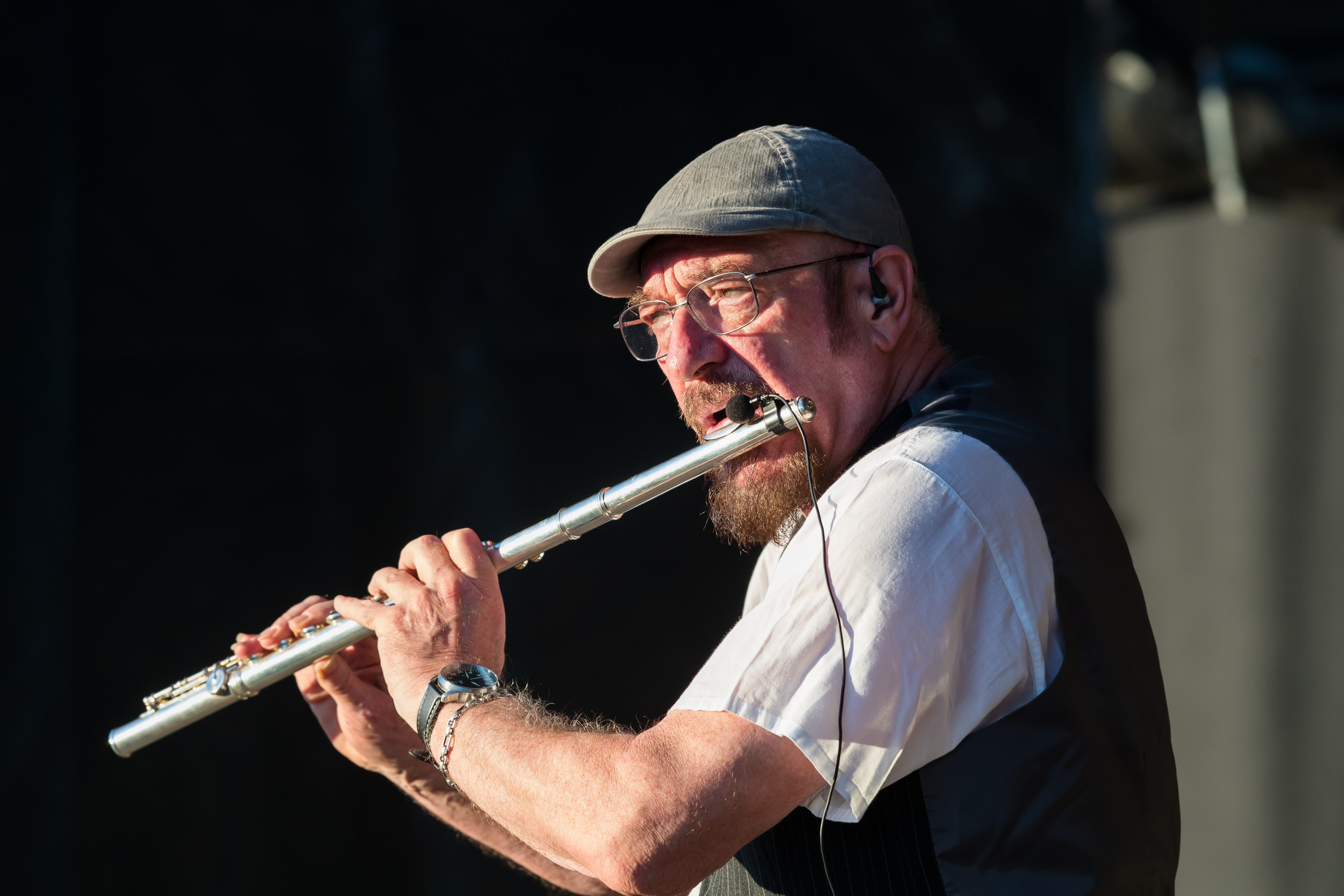
Ian Anderson von Jethro Tull (2017)

### Line-up
| Jahr | Künstler |
| ---- | --- |
| 1968 | The Merchants, Misfits, Rackets, Blue Moons, The Petards |
| 1969 | Veranstaltung wegen schlechtem Wetter verlegt in Stadthalle Alsfeld |
| 1970 | Amon Düül II, Guru Guru, Gila Fuck, Akfal Electro, Sixty Nine, Can, Tangerine Dream, Floh de Cologne, Checkpoint Charlie, Nine Days Wonder, Blues Society, Kon Sametry, Frumpy, The Petards |
| 1971 | Can, The Rattles, Xhol, Frumpy, The Petards, Embryo, Franz K., Shatters, Guru Guru, Hoity Toity, For Example, Scarlet Pearmain, Improved Sound Limited, Blackwater Pack, Hanu Man, Magma, Burning Touch, Wind |
| 1991 | Ab Davis Blues Band, Blues Power, Champion Jack Dupree, Might As Well, Mockers |
| 1992 | Guru Guru, Angela Brown, Kevin Coyne, Little Willie Littlefield, Might As Well, Supercharge |
| 1993 | American Tam Tam, Astrid Karoline and Backline, City, Embryo, Guru Guru, Humble Pie, Louisiana Red, Max and the Diamond Dogs, Risse, Scotty Riggins |
| 1994 | Chicken Shack, Chris Cacavas, Creole Zydeco Farmers, Edgar Broughton Band, Fly’s Motel, Fun, Guru Guru, Jane, Man, Penelope Houston, Rosebud |
| 1995 | Terry Lee Hale, Walkabouts, Wolf Maahn, Brixton Moves, Farfarello, Man, Pentangle, Birth Control, Amon Düül II, Groundhogs, Papa Hieber und die Dixieschieber, Anekdoten, Grandmothers of Invention |
| 1996 | Anekdoten, Groundhogs, Guru Guru, Hawkwind, Intercontinental Rockship (Inga Rumpf), Missus Beastly, Rainbirds, Perc’s Electric Family, Pretty Things, Ritual, Wild Silk, Ax Genrich und Uli Trepte |
| 1997 | Alex Oriental Experience, Annon Vin, Ash Ra Tempel, Canela, Faust, Focus, Gong, Guru Guru, Hamid Baroudi, Hölderlin Express, Hypnotix, Luca & the Groovy Band, Richie Havens, Starglow Energy, Temptations |
| 1998 | Caravan, Colosseum, Country Joe McDonald, Edgar Broughton, Embryo, Golden Buddha, Guru Guru, Hank Shizzoe, John Mayall, Makwerhu, Sunya Beat, Wishbone Ash, Tribe Of Cro, Flying Circus, Growing Seeds, Lightshow Freshlight, Shades of Dawn, Zone Six, Lightshow Lucifers Sundream |
| 1999 | Faust, Flower Kings, The Supremes, Pentangle, Fairport Convention, Hank Shizzoe, Magma, Spock’s Beard, Iron Butterfly, Eric Burdon, Sunya Beat, Ole Lukkoye, Mari Boine, Taj Mahal, Ringsgwandl, Let Shiva Dance, Nova Drive, Liquid Visions, Smell of Incense, Korai Öröm, Kampf gegen den Schlaf, Suns of Ra |
| 2000 | Volga, Ozma, Blues Power, Them, John Kay & Steppenwolf, Ole Lukkoye, Blue Cheer, Hypnotix, Mitch Ryder, Kraan, Big Brother and the Holding Company, Porcupine Tree, Argile, Birth Control, Rufus Zuphall, Neversaid, Cosmic Connexion, Nova Drive, HAL 9000, Grimble Gramble, Colour Haze, Versus X, S/T, Tribe of Cro, Sweet William, Kangaroo Moon |
| 2001 | Mamasweed, Nova Drive, Ozric Tentacles, Galaxy Transport, Guru Guru, Neues Glas aus alten Scherben, Alvin Lee Band, Porcupine Tree, RPWL, Liquid Visions, Living Blues, Arthur Brown, Pretty Things, Sunya Beat, Big Brother and the Holding Company, Magma, Caravan, Late September Dogs, Fiddler’s Green, Standarte, Birth Control, Embryo, Substanz T, Harry Heide, The Woodpecker, Kampec Dolores, Liquid Zoo, Korai Öröm, Star Sound Orchestra, Stefan Ludley, System Seven (feat. Steve Hillage), Circle, Der Kampf gegen den Schlaf, On Trial, Klangstrahler Projekt, Scotty, Lava 303, Bim, Man With No Name |
| 2002 | Alex Oriental Experience, Amon Düül II, Anyone’s Daughter, Birth Control, Buddy Guy, Calvin Russell, Jeronimo, Jutta Weinhold, Klaus Renft Combo, Late September Dogs, Mick Taylor, Mila Mar, Morpheus, Mountain, Orange, Ratdog (feat. Bob Weir), She’s China, Stray, The Petards, Travelling Light, No Etics, Trigon, High Wheel, Overproof, Damo Suzuki + Jelly Planet, Wally Warning, Cashma Hoody |
| 2003 | Freygang, Fehlfarben, Ritual, Carvin Jones, She’s China, Ten Years After, Vanilla Fudge, Living Blues, Caravan, Trigon, Wishbone Ash, Tony Joe White, Eric Burdon and the New Animals, Nektar, Epitaph, Man |
| 2004 | Session Band, Nova Drive, Verspielte Zeit, Sky’s Shadow, Ramses, Mark Gillespie, Randy Hansen, Trigon, Birth Control, Mr. Quimby’s Beard, Guru Guru, Farfarello & Nippi Noya, Karthago, Hattler, Frogg Café, Caravan, Anekdoten, Hawkwind, Pothead, Ole Lukkoye, Jahcoustix & the Dubious Neighbourhood, Dissidenten, Panteón Rococó, 17 Hippies |
| 2005 | Session Band, Colour Haze, W.I.N.D, The Amber Light, Anekdoten, Audience, Mostly Autumn, Love with Arthur Lee, Big Brother & the Holding Company, Ozric Tentacles, Space Ritual, TMF, Epitaph, Jane, Siena Root, Ten Years After, Manfred Mann’s Earth Band, IQ, Korai Öröm, Psycho Key, Berimbrown, Sirqus Alfon, Zoe, Bucovina Club Orkestar, Tito & Tarantula, Nic Knatterton & Friends, Red Lock, Peps Blue Ribbon, Purple Rain, Verspielte Zeit, Cheap Thrills, Jackson Paranoia, Headbänger, Paul bloop Nik Ginger, Robert Lütteke, Aoxo Toxoa, Sleeping Roses |
| 2006 | Session Band, Space Debris, TriPod, White Cowbell Oklahoma, Peter Bursch’s Bröselmaschine, Hölderlin, Kraan, Soft Machine, King Crimson’s Adrian Belew, Berimbrown, Psychedelic Monsterjam, Wicked Minds, Hatfield and the North, Uli Jon Roth, Wishbone Ash, UFO, The Gathering, Hidria Spacefolk, Casino Gitano, Götz Widmann, Orange, Antibalas Afrobeat Orchestra, Herzberg Blues Allstars, Loxley Beade, Counterworld Experience, Indukti, Treacle People, Polytoxicomane Philharmonie, Peter Bursch’s Gitarrenkurs, Karmic Society, Jeavestone, Uzva, i-H8 Camera, Zone Six, Guapo, Geraldino und die Plomster, Ricoloop, Cpt. Howdy, Mighty Vibez |
| 2007 | Session Band, Brant Bjork and the Bros. (feat. Alfredo Hernandez formerly of Kyuss and QOTSA), Paatos, Quantum Fantay, Weißwurscht is, Purple Rain, Ben Granfelt Band, Hans Söllner, Van der Graaf Generator, PavlovÂ´s Dog, Man, Floating Stone (feat. Jeff Aug), Sahara, Edgar Broughton Band, Colosseum, Uriah Heep, Riverside, Orange, Naurea, Ougenweide, Shantel & the Bucovina Club Orchestra, 17 Hippies, Herzberg Blues Allstars 007, Eurorock, Electric Orange, Peter Bursch’s Gitarrenkurs, Klaus der Geiger, Bernd Witthüser, Götz Widmann, My Sleeping Karma, Sunya Beat, Rainer von Vielen, Areknamés, Schizofrantik, Panzerballett, Embryo |
| 2008 | The Petards, Birth Control, Ton Steine Scherben Family, Lazuli, Mighty Vibez, Björn Berge, Bröselmaschine, Götz Widmann, Grobschnitt, Colour Haze, Louisiana Red, Focus, Riverside, Steve Harley & Cockney Rebel, The Waterboys, Motorpsycho, Korai Öröm, Sirqus Alfon, Weißwurscht Is, Gocoo, Guru Guru, Herzberg Blues Allstars, Presence, Rainer von Vielen, Demon’s Eye, Dr. Woggle & the Radio, Obskuria, Magnificient Brotherhood, Peter Bursch’s Gitarrenkurs, Anthurus D’Archer, Hypnos 69, Sebkha Chott, Litmus, Maks and the Minors, DJ Electric, Rodscha aus Kambodscha, Ornah-Mental, Monty and the Butchers, QOPH, Mahnimal, Central Park, Siena Root |
| 2009 | Freak City Band, Station 17, Joe Bonamassa, Beardfish, Miller Anderson, Rainald Grebe und die Kapelle der Versöhnung, Roger McGuinn, The Original Wailers, Gong, Rose Kemp, Henrik Freischlader Band, Howlin‘ Rain, Mother’s Finest, Eric Burdon and The Animals, The Derek Trucks Band, Tribe After Tribe, Dikanda, Famara, Monsters of Liedermaching, Sorgente, Herzberg Blues Allstars, Götz Widmann, The Terrible Noises, Strom und Wasser, Krabat, The Great Bertholinis, Electric Swan, Johanna Zeul, Long Distance Calling, Peter Bursch Gitarrenkurs, Die Mukketier Bande, Rhun, Causa Sui, Hasenscheisse, Ornah-Mental, My Sleeping Karma, Cabba Cabba, Highway Child, 7For4, Lava 303, Quantum Fantay |
| 2010 | Freak City Band, Agua De Annique, Nektar, Lazuli, The Flying Eyes, The Vals, Osibisa, Archive, Hawkwind, Astra, The Brew, Triggerfinger, Roger Chapman and the Shortlist, Jeff Beck, New Model Army, Orange, Amsterdam Klezmer Band, The Great Bertholinis, Hazmat Modine, Asaf Avidan & The Mojos, LaBrassBanda, Bernd Witthüser, Klaus der Geiger, Götz Widmann, Magnus Fraa Garden, Ginger, Hasenscheisse, Six Nation, Daturah, Peter Bursch’s Gitarrenkurs, Cabba Cabba, Humble Grumble, Sunce Jarko, Cosmic Finger, Samsara Blues Experience, Traumhaus, A Boy Named Fisk, Mighty Vibez, Black Bonzo, Vibravoid |
| 2011 | Freak City Band, Stoppok & Band, Motorpsycho, Crippled Black Phoenix, Martin C. Herberg, Station 17, Graveyard, Asaf Avidan & the Mojos, Magma, Vibravoid, Mardi Gras.bb, Hardin & York, Femi Kuti & the Positive Force, Walter Trout, Marillion, Orange, Violon Barbares, Jamaram, OqueStrada, Götz Widmann, Eloy, Klaus der Geiger, MoopMama, Les Yeux d’la tête, Jürgen Schwab, Marcus and the Music, Ax Genrich, Jimi Barbiani Band, La Papa Verde, Peter Bursch’s Gitarrenkurs, Chupacabras, Purple Rain, Neom, Boomrush feat. Spruddy One, Weltraum, Herr Müller & seine Gitarre, Bernd Witthüser, Benoit Martiny Band, Humble Grumble, Strassenjungs, The Machine |
| 2012 | Freakcity Band, Dana Fuchs, Anathema, Hidria Spacefolk, Kamchatka, Deadman, The Tubes, Ian Anderson, Tito & Tarantula, Amplifier, Strom & Wasser Flüchtlingsprojekt, Violons Barbares, Caravan, Dickey Betts & Great Southern, Wishbone Ash, Red Baraat, Shmaltz!, Les Yeux d’la tête, Al Jawala, Orange, Herzberg Blues Allstars, Babylove and the van Dangos, Götz Widmann & die Liedermacher Freakshow, The Magic Touch, Doctor Krápula, Jonas David, Lonely Kamel, Cowboys from Hell, Sungrazer, Peter Bursch’s Gitarrenkurs, Steadytones, The Terrible Noises, Weiherer, Gankino Circus, Anton & the Headcleaners, Lava 303 & Band, Jeff Aug, Panzerballett, Eclipse Sol Air, Okta Logue, Johanna Zeul, My Sleeping Karma |
| 2013 | Brennente, Henrik Freischlader, Les Tambours du Bronx, moe., Siyou ’n Hell, Bassekou Kouyate & Ngoni ba, Riverside, Steve Hackett, Agitation Free, Orange, Garland Jeffreys, Cactus, Levellers, Gov’t Mule, Crippled Black Phoenix, Budzillus, Moop Mama, Karamelo Santo, Les Yeux d’la tête, Spin Doctors, Marshall Cooper, Falk, Scherbe Kontra Bass, Billy Rückwärts, Götz Widmann, Liedermacherfreakshow, Royal Street Orchestra, Town Portal, Le Maschere di Clara, Rainer von Vielen, Monsieur Perin, Oranzada, Peter Bursch, Jean Paul Moustache, Camembert, Kadavar, Bengio & Friends, Mighty Vibez, Der tiefe Raum, David Celia, Heat, Ramrods, Anima Mundi, Heinz Karlhausen & the Diatonics, Monkey3, Jakob Witzel, Ron Estavillo, Pantheater, Klaus der Geiger, Michael Fuchs-Gamböck, Frank Schäfer, Die PARTEI, Team Rocket, Der kleine Reggaehase Boo, Mani Terzok, Adi Kuhlmann, Bernd Witthäuser, Oliver Uschmann, Oliver Maria Schmitt, Dirk Bernemann, Kopfnuss mit Daniel Morgenrot, Martin Wolfgang, Christine Neder, One Take Toni, Wolfs On Mountains, CanGuru, Space Invaders, The Maja Project, The Fous, Watson & Co, Georg Zimmermann Trio, The Blackberries, DJ Electric, Blackwater Station, Ginger, The Rogues from County Hell, The Cherrypops, The Great Faults, Hack Mack Jackson, Buddha Sentenza, Trymmer, Lava 303 unplugged, Kids of Adelaide, The Gominoes, Moon |
| 2014 | Blues Pills, Habib Koite, moe., Al Jawala, Okta Logue, Tamikrest, Patti Smith, The Crimson ProjeKCt, Bigelf, La Chiva Gantiva, Martin Barre, RPWL, Billy Bragg, JJ Grey & Mofro, Colour Haze, Kofelgschroa, Station 17, La Caravane Passe, Joe Driscoll & Sekou Kouyate, Kraan, Provinztheater, PanneBierhorst, Liedfett, Billy Rückwärts, Götz Widmann, Liedermacherfreakshow, Rogues from County Hell, Rosario Smowing, Purple Rain, Poil, Reverend Shine Snake Oil Co., Six Nation, Peter Bursch’s Gitarrenkurs, Mister & Mississippi, Chromb!, Gypsy Ska Orquesta, Grained, Coogans Bluff, Öresund Space Collective, Octafish, Dr. Krapula, Carpet, Zodiac, Birth of Joy, Monkey 3, The Backdated, One Take Toni, Klaus der Geiger, Space Invaders, Watson & Co., The Blackberries, DJ Electric, Blackwater Station, Marblewood, Bees Village, CanGuru, The Rumours, The Roaring 420s, Schreng Schreng & La La, The Burlesque, The Dues, Moon, Liquid Silk, Jacob Witzel, Ron Estavillo, Cocinelle Flowerface, Constantin Regalecus, Pan & Eulenkatze, Michael Fuchs-Gamböck, David Wozniak, Die PARTEI, Andy Strauß, Adi Kuhlmann, Jürgen Teipel and Julien B., Simon und Jan, Mani Terzok, Lars Knacken mit Kiffi |
| 2015 | Gocoo, Brant Bjork and the Low Desert Punk Band, The Crazy World of Arthur Brown, Beth Hart, Anekdoten, Lola Marsh, Winston McAnuff & Fixi, Royal Southern Brotherhood, Chico Trujillo, JJ Grey & Mofro, Motorpsycho, Wille and the Bandits, Fairport Convention, The Pretty Things, Rainald Grebe & die Kapelle der Versöhnung, New Model Army, Los de Abajo, Banzai, Charity Children, La Chiva Gantiva, AnnenMayKantereit, Guru Guru, Orange, Zünd-Funke, The Dark Shadows, Boss Capone, Anna Mateur and the Beuys, Wolvespirit, Simeon Soul Charger, My Sleeping Karma, Gypsy Ska Orquesta, Paps Blue Ribbon, Cristobal and the Sea, The Rogues from County Hell with AWOcados, The Terrible Noises, Space Debris, Amsterdam Faya Allstars, Peter Bursch’s Gitarrenkurs, Canailles, Simon & Jan, Bengio & Matteo Capreoli, A Liquid Landscape, My Brother The Wind, Siena Root, Ni, Poil, Rosario Smowing, Hooffoot, Baby Woodrose, Jacob Witzel, Ron Estavillo, Caro Kreutzmann, Tilman Birr & Elis Musik & Poesie, Emily’s Giant Musik, Adi Kuhlmann, Michael Fuchs-Gamböck, Christoph Geisselhart Maximum Rock, Lüül, Ben Drummer, Kopfnussverlag, Schreng Schreng & La La, Reggaehase Boooo, Alexandros Sun Eagle, David Wozniak & Theresa Fulfs, Read Em All (feat. Frank Schäfer & Marc Halupzcok & Axel Klingenberg), Die PARTEI, Lars Ruppel, [DIE2]drei mit Andy Strauß, Andreas Weber & Micha El Goehre, Viva con Aqua, Lovefood Soundsystem, Christian Ritter, Zerynthia, Lume, Palace Fever, AI, Have Blue, DJ Electric, Lelaina, Humming Birds, Love Machine, Blackberry Fields, Basement Saints, Sons Of Morpheus, Cloud, The Dues, Marblewood, Blackwater Station, Oracles |
| 2016 | Mohammad Reza Mortazavi, Bent Knee, Bukahara, Pain of Salvation, Blues Pills, Lazuli, Yemen Blues, Götz Widmann, Walter Trout, Nigel Kennedy, Lola Marsh, Radio Moscow, Miller Anderson, Helsinki-Cotonou Ensemble, Simo, Element of Crime, Kadavar, Patrice, Emersound, Charity Children, Bröselmaschine, Seth Lakeman, Funny van Dannen, Orange, Zünd-Funke, Babayaga, The Angelcy, Cynthia Nikschas & Friends, Ma Valise, Scarecrow, Grained, Martin C. Herberg, Ramzailech, null815, Wucan, Alfie Ryner, Peter Bursch’s Gitarrenkurs, Uhl, Falk, Emersound, Greenleaf, Electric Moon, Chato, Espana Circo Este, Dead Tuna, Wight, Black Space Riders, DeWolff |
| 2017 | Klaus der Geiger, Wolf People, Pristine, Gong, Kenny Wayne Shepherd Band, Delgres, Jesper Munk, Tinariwen, Mike Keneally, Joanne Shaw Taylor, Bukahara, The Vintage Caravan, Louis on the Run, Felix Meyer, Vinicio Capossela, Jethro Tull’s Ian Anderson, Irie Révoltés, Acid Arab, Yvonne Mwale Quintett, Baba Zula, Meute, Ryley Walker, Patti Smith with Tony Shanahan, Jackson Smith & Seb Rochford, Still in the Woods, Simon und Jan, The Magic Mumble Jumble, Pulsar Trio, Bomba Titinka, Brother Grimm, Spinifex, Moaning Cities, Odd Couple, Hexvessel, Yellow Umbrella, Peter Bursch Gitarrenkurs, Öz Ürügülü, Fargo, Analogue Birds, Aphodyl, The Great Machine, Fairykelt feat. Batik Biene, Motorowl, Colonel Petrov’s good Judgment, Jess and the Ancient Ones, Tantz, Coogans Bluff, Till Burgwächter, Lauscher, Like a Sickness, Der kleine Reggaehase Boo, Marlene Stamerjohanns, Lüül, Der Käpt’n, Die Partei, Duo Mimikry, Trinidad Doherty & Johanna Amelie, Jason Bartsch, Sebastian Lehmann, Berthold Seliger, Dirk Bernemann, Bänd und Buch Ä, Street Doves, We Believe in Hyperspace, Rebstock, Space Invaders, DJ Selecta Ahoi, One Take Toni & Jeff Silvertrust, Mr. Fandango, Kamala, Ain’t The Ones, Bölter (Purple Rain), AI, DJ Electric, The Matter of China, The Mañana People, Cameron Lines, Love Machine, Karakorum, Schreng Schreng & La La, Blackberry Fields, Mitigation, The Dues, Have Blue |
| 2018 | Yossi Fine & Ben Aylon – Blue Desert, The Turbans, Bröselmaschine & Special Friends, Kettcar, Simo, My Sleeping Karma, D/troit, Nubiyan Twist, Miller Anderson plays Woodstock, Mokoomba, Käptn Peng & Die Tentakel von Delphi, Motorpsycho, Wille and the Bandits, Natalia Doco, The Temperance Movement, Selig, The Waterboys, Orange, Rainer von Vielen, Amsterdam Klezmer Band, Götz Widmann, Opal Ocean, Asaf Avidan, Herzberg Blues Allstars, Klaus der Geiger, Tanzkommando, Layla Zoe Acoustic Duo, Ape Shifter, Wucan, Yat-Kha, Simon und Jan, Humble Grumble, Maik Mondial, Orango, Tusmörke, Rosario Smowing, Peter Bursch „Gitarrenkurs“, Alex´s Hand, Sarah Lesch, The Rogues from County Hell, Love Machine, Eat Ghosts, Raketen Erna, DRH, Wobbler, 47Soul, The Magic Mumble Jumble, Samsara Blues Experiment, Michael „Shaggy“ Schwarz, Hey Judeschka, Ulrich Holbein, Frank Schäfer, I´m not your negro, Nicole Weißbrot, Frank Witzel, Christian Kruse, Nagel, Patrick Salmen, Svenja Gräfen, Trio David Hasselhoff, Rebel Girls, Duo Minousch, Spider Krenzke, Rob Longstaff, Andy Strauss, Schreng Schreng & La La, Naigo Rumscheid, Malwilda eine Piratinnengeschichte, Rob Longstaff, Rumpelstilzchen, Oliver Uschmann, Ella Anschein, Jan Cönig/ClemseLebemann, Betterøv, BarFlyz, Kamala, Echolot, Space Invaders, DJ Selekta Ahoi, One Take Toni & Jeff Silvertrust, Nazca Space Fox, The Great Beyond, Sirkus, Wedge, Zement, Freakshow Idiot Dancing Party, Klaus der Geiger, Fooks Nihil, The Great Faults, Pottwal, Sons Of Morpheus, DJ Electric, Schreng Schreng & La La, Mitigation, nullachtfuffzehn, Zen Bison, Have Blue                                   |
| 2019 | Love Machine, Otis, Bcuc, Doyle Bramhall II, Sophie Hunger, Long Distance Calling, Maidavale, Jane, Nneka, Ufo, Bukahara, Mamadou Diabate & Percussion Mania, Daniel Norgren, Wenzel & Band, Meute, Chris Robinson Brotherhood, Riverside, My Baby, Cynthia Nickschas and Friends, Bixiga 70, 17 Hippies, Allman Betts Band, Graham Nash, Kon Sameti, Footprint Project, Polis, Yawning Man, Shob, The Whiskey Foundation, Pulsar Trio, Shishko Disco, Odd Couple, Mainfelt, Golden Dawn Arkestra, The Sonic Dawn, Peter Bursch, Poil, Ni, Folk Road Show, Blackberries, Vvlva, Bummelkasten, Embryo, The Chain Gang, The Magic Mumble Jumble, Piniol, Rotor, Karlo & Frida, Hummus Hood, Khalil Kry Mit Trio, Jakob Heymann, Embryo, Acht Ohren Trio, Duo Minuusch, Der kleine Reggaehase Boooo, Volker Strübing, Dioptrien Boys, Patrick Salmen, Schnaps im Silbersee, Andy Strauß Technoshow, Berthold Seliger, Klaus Der Geiger, Maximum Rock Lesung, Schrengg Schrengg & Lala, Naigo & Rumscheid, Clown Utsch, Michael Fuchs-Gamböck, Ellen Schernikau, Franzi Schreiber, Matze Rossi, Betterøv, Mr. Fandango, Down with the Gypsies, Kombynat Robotron, Fooks Nihil, Dj Selekta Ahoi, Wolf Prayer, The Rogues, Neumatic Parlo, Perilymph, Kamala, Wedge, Mitigation, Kenneth Minor, The Roaring 420s, Ax Genrich, Sirkus, Drews, Dj Electric, Schreng Schreng & La La, One Take Toni & Jeff Silvertrust, Future Jesus & The Electric Lucifer, Pavallion, Zement |
| 2022 | Jamaram meets Jahcoustix, Guru Guru, Lazuli, Faber, Moonlight Benjamin, King Buffalo, Monsieur Doumani, Wallis Bird, Chico Trujillo, Spidergawd, Bukahara, Siena Root, The Dorf, King Khan & the Shrines, Efterklang, New Model Army, Kadavar, Orange, Yvonne Mwale, Djazia Satour, Rosalie Cunningham, Blues Pills, Groundation, Simon & Jan, Lucid Void, Malaka Hostel, Heavy Feather, Fortuna Ehrenfeld, YĪN YĪN, Oiapok, Takeshi´s Cashew, Ramrods, NAFT, Monomyth, Mop Mop feat. Béné Maillot, Kai und Funky von Ton Steine Scherben mit Gymmick, Space Debris, Epitaph, Teresa Bergman & Band, Suzan Köcher´s Suprafon, Suli Puschban & die Kapelle der guten Hoffnung, Killing Spree, The Magic Mumble, Jumble, Il Civetto, Sex Magick Wizards, Monkey3, VigJohn, Lobby Boy, Vanilla Boat Crew, Beach Towel, Fooks Nihil, Selecta Ahoi, Bloodflowers, Mitigation, Acua, Sirkus, Monoteur, DJ Möhre, Klaus der Geiger, Lucy Kruger & The Lost Boys, Kenneth Minor, The Supersonic Travel Agency, My Little White Rabbit, AI, Schreng Schreng & La La, Romie, LAVA 303, Bölter, The Manana People |
| 2023 | Cynthia Nickschas & Friends, Pristine, Dota, Fatoumata Diawara, Long Distance Calling, Makatumbe, Bywater Call, Lola Marsh, Robert Jon and the Wreck, Naxatras, Hang Massive, Wille and the Bandits, Kila, Mayberg, Jon Anderson & The Paul Green Rock Academy, Baba Sissoko & Mediterranean Blues, Orange, Civetto, Götz Widmann, Fanfare Ciocărlia, Manfred Mann’s Earth Band, Beth Hart, Axel Heilhecker, Buntspecht, The Shadow Lizzards, Welcome inside the Brain, Mal Élevé, Sound on Purpose, Glasgow Coma Scale, The Paradise Bangkok Molam International Band, Flying Circus, Black Sea Dahu, Äl Jawala, Cachemira, Peter Bursch’s Gitarrenkurs, Brushy One String, Charly presents: !Gerald!, Mars Mushrooms, Bia Ferreira, DeWolff, Temple Fang, Steiner & Madlaina, The Magic Mumble Jumble, Henge, Slomosa |

## Trivia
1996: Nach einer Hotelübernachtung der britischen Hardrock-Band Hawkwind reklamierte die Hotelleitung bei den Festivalveranstaltern erhebliche Schäden. Die schickten daraufhin, so Autor Frank Schäfer in seinem Festival-Buch, einen „Mann fürs Grobe“ ins Hotel, der sich der Schäden annahm. Das Ganze habe im weiteren Sinn Ähnlichkeiten gehabt mit dem Auftritt der Figur Mr. Wolf in dem Film Pulp Fiction – der dort entstandene Probleme ebenfalls auf unorthodoxe Weise gelöst habe.
1998: Zu einem Streitpunkt der Vertragsverhandlungen mit der US-Soulgruppe Temptations avancierte der Punkt „Limousine“. Eigenen Angaben zufolge bezogen die Veranstalter bei diesem Punkt zwei Aspekte mit in ihre Entscheidung ein: a) ob eine solche Forderung für ein Hippie-Festival angemessen sei, b) dass die Erfüllung dieser Forderung bei den Besuchern nicht so gut ankommen würde.
1988: Rückblickend als ziemlich kritisch bewerteten die Veranstalter die Umstände des Auftritts der auf Bühnen-Provokationen versierten Band Faust – konkret: die Tatsache, dass deren Tourbegleiter eine Handfeuerwaffe mit sich führte. Verstärkt wurde das als bedrohlich empfundene Szenario durch den Rat des Tourbegleiters, Band-Frontman Jean-Hervé Péron dürfe auf keinen Fall „schlecht draufkommen“.
1999: Aufgrund eines Stromgenerator-Ausfalls kann der für den Abend geplante Auftritt von Eric Burdon erst um 3 Uhr früh in der Nacht stattfinden. Der Burdon-Auftritt 1999 avanciert zu einer der Festivallegenden – insbesondere deswegen, weil das Auftrittsfinale in den morgendlichen Sonnenaufgang hineinreicht.
2005: Als sich die Veranstalter vor dem Abschlusskonzert am Sonntag bei ihrem Publikum bedanken wollen, werden sie von Manfred Mann’s Earth Band, die pünktlich mit ihrem Auftritt beginnen wollen, abgewürgt.

## Medien
Sowohl das Burg-Herzberg-Festival selbst als auch die Auftritte unterschiedlicher Bands, Einzelinterpreten und Künstler ist in unterschiedlichen Medien dokumentiert. Seitens des WDR wurden in den Jahren 2005, 2006 und 2018 Rockpalast-Sendungen über das Festival als Ganzes sowie einzelne Auftretende aufgezeichnet und sowohl im WDR als auch bei Einsfestival ausgestrahlt. Auf DVD oder auch VHS-Video erhältliche Mitschnitte gibt es von rund einem Dutzend Künstlern und Bands; eine übergreifende Dokumentation ist die DVD Herzberg Jam Gang 2004. Auf Audio-CD herausgebracht wurden ebenfalls Konzertmitschnitte in zweistelliger Anzahl; darüber hinaus gibt es einige, die noch als Langspielplatte veröffentlicht wurden. Als Sachbuch erschien zum 50. Jubiläum der Titel Burg Herzberg Festival – since 1968 von Frank Schäfer – einem Autor, der unter anderem durch Lesungen vor Ort mit den Abläufen rund um das Festival vertraut war.

### Filme
- Herzberg Jam Gang 2004 (DVD)
- Burg Herzberg Festival 2005 (WDR, Eins Festival und DVD)[53]
- Burg Herzberg Festival 2006 (WDR, Eins Festival und Doppel-DVD)[54]

### Live-Konzerte auf DVD
- Big Brother and the Holding Company: Hold Me (Live in Germany)
- Space Debris: Into the Sun (2006)
- Bröselmaschine: live (2006)
- IQ: Dark Matter live in America and Germany
- Manfred Mann’s Earth Band: Now and Then (2009/2010)
- Manfred Mann’s Earth Band: Unearthed - The Best of 1973-2005 (2008)

### CDs
- Burg Herzberg Open Air Vol. 1 - Wir sind Kinder der Revolte
- Burg Herzberg Open Air Vol. 2 - Welcome to Freakcity
- Electric Milkandhoneyland
- Live at Hof Huhnstadt
- Burg Herzberg Festival V
- Fill Your Hearts with Joy and Love a Lot
- Today Is A Good Day
- Handmade

### Live-Konzerte auf CD
- Colour Haze: Live (2008)
- Sunya Beat: Comin Soon - live (2001)
- Big Brother and the Holding Company: Hold On – live (2005)
- W.I.N.D.: Live in the Land of Milk and Honey (2005)
- Hidria Spacefolk: Live at Heart (2006)
- Omigosh: Rainbows on my blue suede shoes (2006)
- Quantum Fantay: From Herzberg to Living-Room (2006)
- Bröselmaschine: Live (2006)
- Space Debris: Into the Sun (2006)
- Wicked Minds: Live at Burg Herzberg Festival (2006)
- Areknamés: Live at the Burg Herzberg Festival (2007)
- Schizofrantik: Live (2007)
- Fairport Convention: Live at Open Air Burg Herzberg (2000)
- Kraan: Live 2001 (2001)
- Late September Dogs: Rush (2001)
- Pentangle: Live at Open Air Burg Herzberg (1999; aufgenommen, aber nicht erschienen)
- Porcupine Tree: Burg Herzberg Festival 2001 (2001)
- Trigon: Burg Herzberg Festival 2002 (2002)
- Trigon: Burg Herzberg Festival 2003 (2003)
- Trigon: Herzberg 2004 (2004)
- iH8 Camera: iH8 Camera (2006)
- Embryo: Live at Burg Herzberg Festival 2007 (2007)
- The Magnificient Brotherhood: Live Ammunition (2008)
- White Cowbell Oklahoma: Viva Live Locos (2006; 2011)
- Vibravoid: Live at Burg Herzberg Festival 2010 (2011)

### Schallplatten
- Sunya Beat: comin soon (2006)
- Wicked Minds: Live at Burg Herzberg Festival 2006 (2006)
- Magnificient Brotherhood: Live at Burg Herzberg (2009)
- Vibravoid: live at Burg Herzberg Festival 2011 (2011)
- v/a: Handmade (2016)

### Live-Konzerte auf VHS
- Ash Ra Tempel: Live at Open Air Burg Herzberg (VHS)